# Nanyue
Sauf précision contraire, les dates de cet article sont sous-entendues « avant l'ère commune », c'est-à-dire « avant Jésus-Christ ».
Pour les articles homonymes, voir Nanyue (homonymie).
206 av. J.-C. – 111 av. J.-C.
Entités précédentes :
- Dynastie Qin
- An Dương Vương

Entités suivantes :
- dynastie Han
- Première domination chinoise du Viêt Nam

Le Nanyue (chinois : 南越 ; pinyin : Nányuè), ou Mamzyied (zhuang : Namzyied) ou Nam Viet (vietnamien : Nam Việt) était un royaume d'Asie dont le territoire comprenait les actuelles provinces chinoises du Guangdong, du Guangxi et du Yunnan, ainsi qu'une partie du Nord de l'actuel Viêt Nam. Le Nanyue est fondé par le général chinois Zhao Tuo, appelé Triệu Đà par les Vietnamiens, qui conquiert pour le compte de la dynastie Qin le royaume d'Âu Lạc, alors pays du peuple Viêt. Profitant du chaos qui fait suite à la chute des Qin, il se proclame roi de Nanyue en 206 av. J.-C., fondant ainsi la dynastie des Yue du Sud. Au début son royaume est composé des commanderies de Nanhai, Guilin et Xiang.
En 196 av. J.-C., Zhao Tuo fait acte de soumission à l’empereur Han Gaozu, le fondateur de la dynastie Han. Dès lors, Nanyue est désigné par les dirigeants Han comme un "serviteur étranger", une synecdoque pour "État vassal". vers l'an 183 av. J.-C., les relations entre le Nanyue et la dynastie Han se sont tellement dégradées que Zhao Tuo s'autoproclame "Empereur martial du Sud", un titre qui implique une totale indépendance de Nanyue. Dès 179 av. J.-C., les relations entre les Han et le Nanyue s'améliorent et Zhao Tuo fait de nouveau acte de soumission, cette fois à l'empereur Han Wendi. Nanyue redevient alors théoriquement un vassal des Han; mais dans les faits cette soumission reste superficielle. Le Nanyue continue d'agir de manière autonome par rapport à la dynastie Han et Zhao Tuo garde son titre impérial jusqu'à sa mort.
En 113 av. J.-C., Zhao Xing, le quatrième roi de Nanyue, demande officiellement que son royaume soit rattaché à l’Empire Han. Son premier ministre Lü Jia s’y oppose avec véhémence et finit par tuer Xing, pour installer sur le trône son frère aîné Zhao Jiande. Ce coup d'État anti-han débouche sur un conflit armé avec la dynastie Han. L’année suivante, l’empereur Han Wudi envoie une armée forte de 100 000 soldats attaquer le royaume de Nanyue, qui est vaincu et annexé en quelques mois. En tout, le Nanyue aura duré 93 ans et connu cinq générations de rois.
La fondation du Royaume de Nanyue a permis d'assurer ordre et stabilité dans la région de Lingnan durant le chaos qui suit l’effondrement de la dynastie Qin. Elle a permis au sud du pays d'éviter une grande partie des difficultés rencontrées par le Nord, et en particulier par le cœur de la Chine historique. Le Royaume a été fondé par des dirigeants originaires du centre de la Chine, qui ont implanté dans la région la bureaucratie chinoise, ainsi que des techniques agricoles et artisanales plus avancées que celles connues alors par les habitants des régions du Sud. Ils ont aussi amené avec eux la langue chinoise et le système d’écriture associé. Les dirigeants de Nanyue ont promu une politique visant à « Harmoniser et rassembler les centaines de tribus Yue » (chinois : 和集百越), tout en encourageant les Chinois d'ethnie Han à partir des rives du fleuve Jaune pour immigrer dans le sud. Ils ont soutenu l'assimilation mutuelle des deux cultures et des peuples et assuré la promotion de la culture Han et de la langue chinoise dans toute la région, bien que beaucoup d’éléments provenant de la culture Yue aient été préservés.
Au Vietnam, les dirigeants de Nanyue sont connus comme étant la dynastie Triệu. Le nom « Vietnam » est dérivé de Nam Việt, la prononciation vietnamienne de Nanyue,.

## Histoire
L'historien chinois Sima Qian, de la dynastie Han, a écrit une histoire détaillée de Nanyue dans son œuvre majeure, le Shiji. L'essentiel de histoire se trouve dans la section (juan) 113, (chinois : 南越列傳 ; pinyin : Nányuè Liè Zhuàn) (Annales Ordonnées de Nanyue). C’est de cette source que nous viennent la majeure partie des informations concernant Nanyue depuis le règne de Zhao Tuo jusqu'à celui de Zhao Jiande et la disparition du royaume.

### Origines

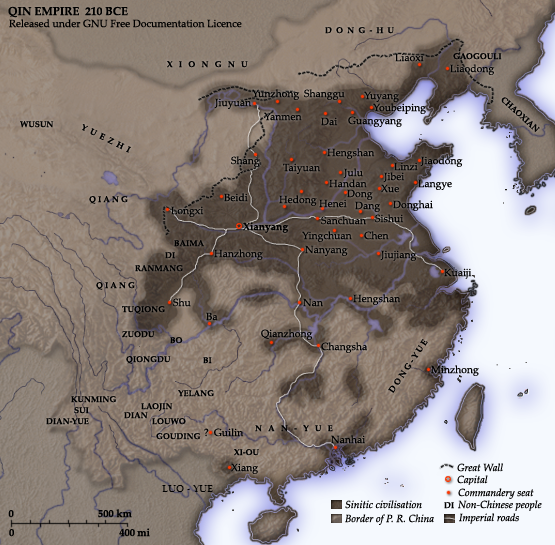
Les frontières de l'empire Qin avec les zones où vivent les peuples Yue, en 210 av. J.-C.

#### Expansion vers le sud de la dynastie Qin (218 av. J.C-.)

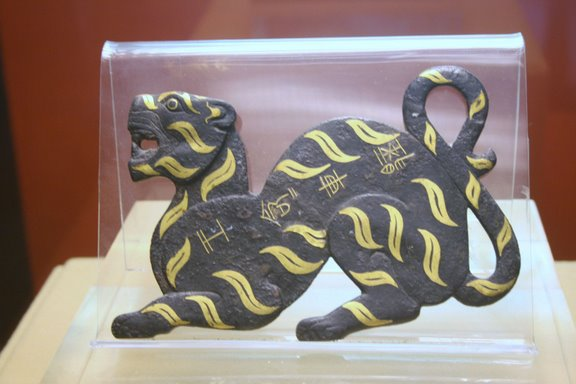
Un hufu (虎符), ou Tigre Tally, en bronze incrusté d'or, trouvé dans le tombeau d'un roi de Nanyue, à Guangzhou, daté du IIe siècle avant notre ère, période des Han occidentaux. Ces tigres sont coupés en deux morceaux, un gardé par l’empereur et l’autre remis au commandant militaire comme un symbole de l’autorité impériale et de sa capacité à commander aux troupes.

Après avoir conquis les six autres royaumes chinois de Han, Zhao, Wei, Chu, Yan et Qi, Qin Shi Huang tourne son attention vers les tribus Xiongnu du Nord et de l’Ouest et les cent tribus du peuple Yue vivant dans ce qui est aujourd'hui le sud de la Chine. vers l'an 218 av. J.-C., le premier empereur dépêche le général Tu Sui vers le sud, avec une armée de 500 000 soldats Qin divisée en cinq compagnies, pour attaquer et soumettre les cent tribus Yue de la région de Lingnan. Les soldats composant la première compagnie se réunissent à Yuhan, attaquent les tribus de Minyue, les battent et établissent la Commanderie de Minzhong. La deuxième compagnie se retranche à Nanye, pour exercer une pression défensive sur les clans du Sud. La troisième compagnie occupe Panyu. La quatrième compagnie s'établit en garnison près des monts Jiuyi et la cinquième fait de même à l’extérieur de Tancheng. Le premier empereur assigne le haut fonctionnaire Shi Lu à la supervision de la logistique et de l’approvisionnement et ce dernier décide d'assurer le transport des approvisionnements par voie fluviale. Pour sécuriser les transports, il déploie un régiment de soldats sur les rives du canal Lingqu, qui relie les rivières Xiang et Li; puis les fait naviguer sur le fleuve Yangzi Jiang et la rivière des Perles. L’attaque par les Qin de la tribu Yue de la vallée de l'Ouest (chinois : 西甌) se déroule bien et Yi-Xu-Song, le chef de la tribu, est tué lors des combats. Cependant, malgré la mort de leur chef, les membres de cette tribu refusent de se soumettre aux Qin et s'enfuient dans la jungle, où ils choisissent un nouveau dirigeant pour continuer à résister aux armées chinoises. Peu après, une contre-attaque nocturne des Yue de la vallée de l'ouest dévaste les troupes des Qin, et le général Tu Sui est tué lors des combats. Les Qin ont subi de lourdes pertes mais ne renoncent pas et la Cour impériale choisit le général Zhao Tuo pour assumer le commandement de l’armée chinoise. En 214 av. J.-C., le premier empereur dépêche Ren Xiao et Zhao Tuo à la tête de renforts, pour lancer une nouvelle attaque. Cette fois, les Yue de la vallée de l'ouest sont définitivement vaincus et la région de Lingnan passe entièrement sous contrôle chinois,,. La même année, la Cour de Qin établit les commanderies de Nanhai, Guilin et Xiang. Ren Xiao est nommé Lieutenant de Nanhai. Par la suite, la commanderie de Nanhai est divisée en comtés de Panyu, Longchuan, Bruno et Jieyang, entre autres. Zhao Tuo est alors nommé commandeur de Longchuan.
Le premier empereur meurt en 210 av. J.-C., et son fils Zhao Huhai devient le deuxième empereur Qin. L’année suivante, les soldats Chen Sheng et Wu Guang, et d’autres, saisissent l’occasion pour se révolter contre le gouvernement de Qin. Des insurrections éclatent dans une grande partie de la Chine et toute la région du fleuve Jaune s'embrase. Peu de temps après les premières insurrections, Ren Xiao, le Lieutenant de Nanhai tombe gravement malade et convoque Zhao Tuo pour qu'il entende ses dernières volontés. Ren décrit les avantages naturels de la région du sud et explique à Zhao comment un Royaume pourrait être fondé avec les nombreux colons chinois de la région, pour lutter contre les groupes armés du Nord de la Chine. Il rédige un décret rétablissant Zhao Tuo comme Lieutenant de Nanhai et meurt peu de temps après.
Après que la mort de Ren, Zhao Tuo, envoie des ordres à ses troupes stationnées dans les col de Hengpu, Yangshan et celui par lequel passe la rivière Huang, ainsi qu'à d'autres garnisons, pour leur dire de se fortifier et de se protéger contre les éventuelles attaques des troupes du Nord. Il fait également exécuter les fonctionnaires Qin encore stationnés à Nanhai et les remplace par ses propres amis et hommes de confiance.

#### Fondation du royaume (204 av. J.-C.)
En 206 av. J.-C., la dynastie Qin s'effondre et les peuples Yue de Guilin et Xiang sont de nouveau largement indépendants. En 204 av. J.-C., Zhao Tuo fonde le Royaume de Nanyue en s'autoproclamant " Roi Martial de Nanyue"(chinois : 南越武王, vietnamien : Nam Việt Vũ Vương) et fait de Panyu sa capitale.

### Règne de Zhao Tuo

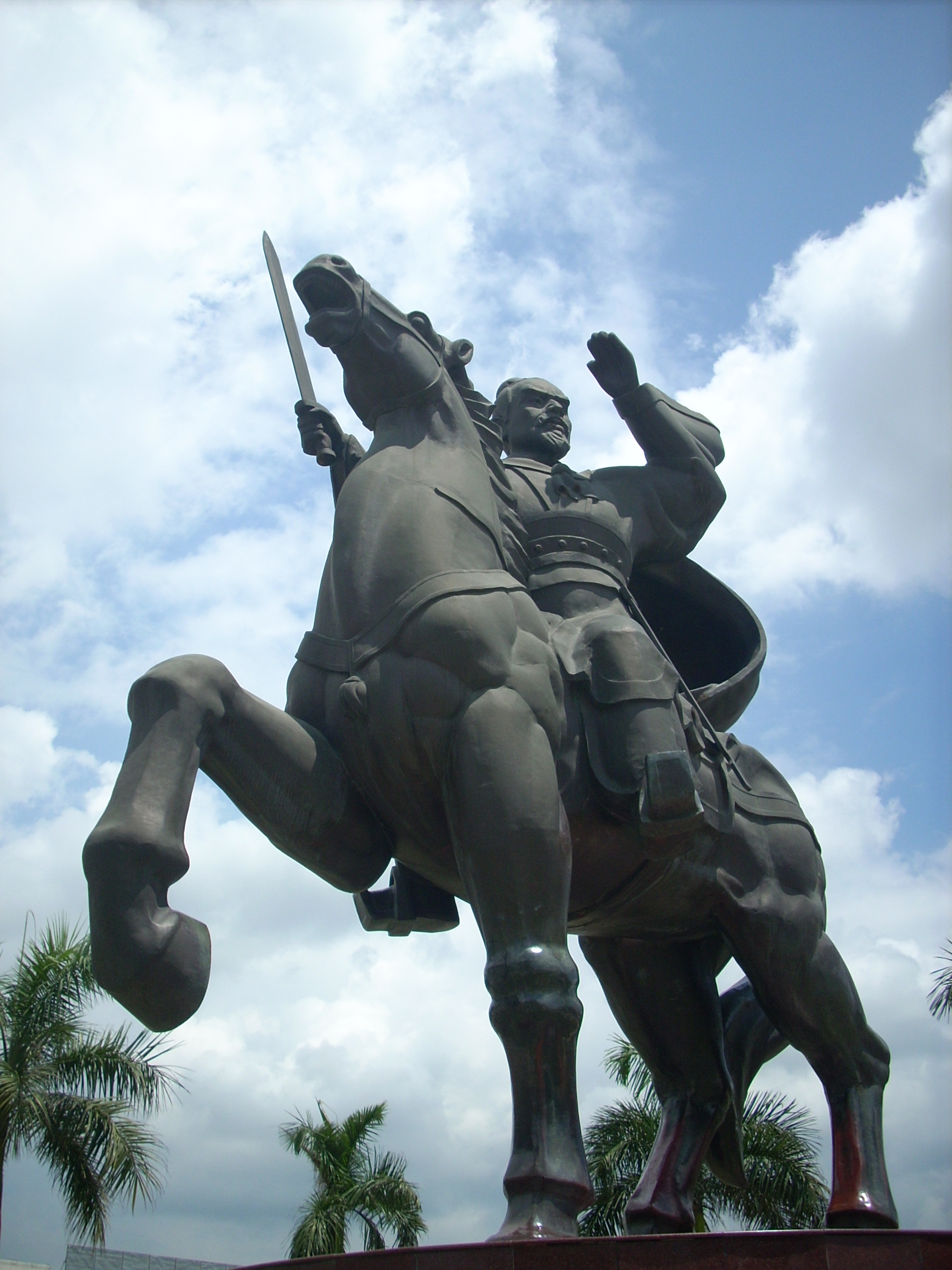
Statue de Zhao Tuo, située devant la gare ferroviaire de Heyuan

Han Gaozu (Liu Bang), après des années de conflits avec ses rivaux, établit la dynastie Han et réunifie la Chine centrale en 202 av. J.-C. Les combats laissent de nombreuses régions de la Chine dépeuplées et appauvries, les différents seigneurs de guerre continuent de se rebeller tandis que les Xiongnu font de fréquentes incursions dans le nord du territoire chinois. Par conséquent, l’état précaire de l’empire contraint la Cour des Han à traiter le royaume de Nanyue avec la plus grande circonspection, au moins dans un premier temps. En 196 av. J.-C., Liu Bang, qui est désormais l'empereur Han Gaozu, envoie Lu Jia (陸賈) (à ne pas à confondre avec son homonyme Lü Jia - 呂嘉) à Nanyue dans l’espoir d’obtenir l’allégeance de Zhao Tuo. D'après le Shiji, lorsqu'il arrive à Panyu, Lu rencontre Zhao Tuo qui l'accueille selon les coutumes des tribus Yue et en portant un costume traditionnel Yue. Cet accueil rend Lu Jia fou de rage et est suivi d'un long échange, durant lequel Lu est censé avoir admonesté Zhao Tuo, soulignant qu’il est Chinois et non Yue, qu'il aurait dû garder les habits et le décorum chinois et ne pas oublier les traditions de ses ancêtres. Après cette véritable leçon de morale, Lu loue la force de la Cour des Han et met Zhao en garde contre les risques que court un royaume aussi petit que celui de Nanyue s'il ose s’y opposer. Il menace également de tuer les parents plus ou moins proches de Zhao qui vivent toujours en Chine et détruire leurs cimetières ancestraux, avant de contraindre les Yue à destituer Zhao lui-même. Après de telles menaces, Zhao Tuo décide de recevoir le sceau de l’empereur Gaozu et de se soumettre à l’autorité des Han. Des relations commerciales sont établies à la frontière entre Nanyue et le royaume semi-autonome de Changsha. Ceci étant, même si Nanyue devient formellement un vassal des Han, le royaume semble avoir gardé une large autonomie de fait.
Après la mort de Liu Bang en 195 av. J.-C., c'est son fils Han Huidi qui lui succède sur le trône. En théorie souverain tout-puissant de l'empire, la réalité du pouvoir lui échappe, car c'est sa mère, l’Impératrice douairière Lü Zhi (呂後), qui gère les affaires de l'empire. Après la mort de son fils, l’impératrice Lü reste seul maître de l'empire en assurant la régence de deux très jeunes empereurs, Han Qian Shaodi et Han Hou Shaodi, qu'elle installe elle-même sur le trône. Furieuse contre Zhao Tuo, l'impératrice interdit le commerce du fer et de certains animaux avec le royaume de Nanyue. Ensuite, elle envoie des hommes à Zhending, la ville natale de ce dernier, avec ordre de tuer une grande partie de la famille élargie de Zhao et de profaner le cimetière ancestral de son clan. Ces ordres sont exécutés avec zèle. Lorsqu'il apprend la nouvelle, Zhao Tuo pense que Wu Chen, le Prince de Changsha, a lancé de fausses accusations contre lui pour obtenir de l’impératrice douairière Lü l'arrêt du commerce entre les royaumes. Il pense également que Wu se prépare à conquérir le Nanyue et à l'intégrer à son royaume de Changsha. Pour se venger, il se déclare "Empereur martial" de Nanyue et attaque le Changsha, ce qui lui permet de s'emparer de quelques villes voisines appartenant aux Han. Lü riposte en envoyant le général Zhou Zao punir Zhao Tuo. Cependant, dans le climat chaud et humide du Sud, une épidémie éclate rapidement parmi les soldats et l’armée affaiblie est incapable de franchir les montagnes, ce qui oblige Zhou Zao à se replier. C'est une victoire du royaume de Nanyue, mais le conflit militaire entre les deux pays continue et ne s’arrête qu'à la mort de l’impératrice.

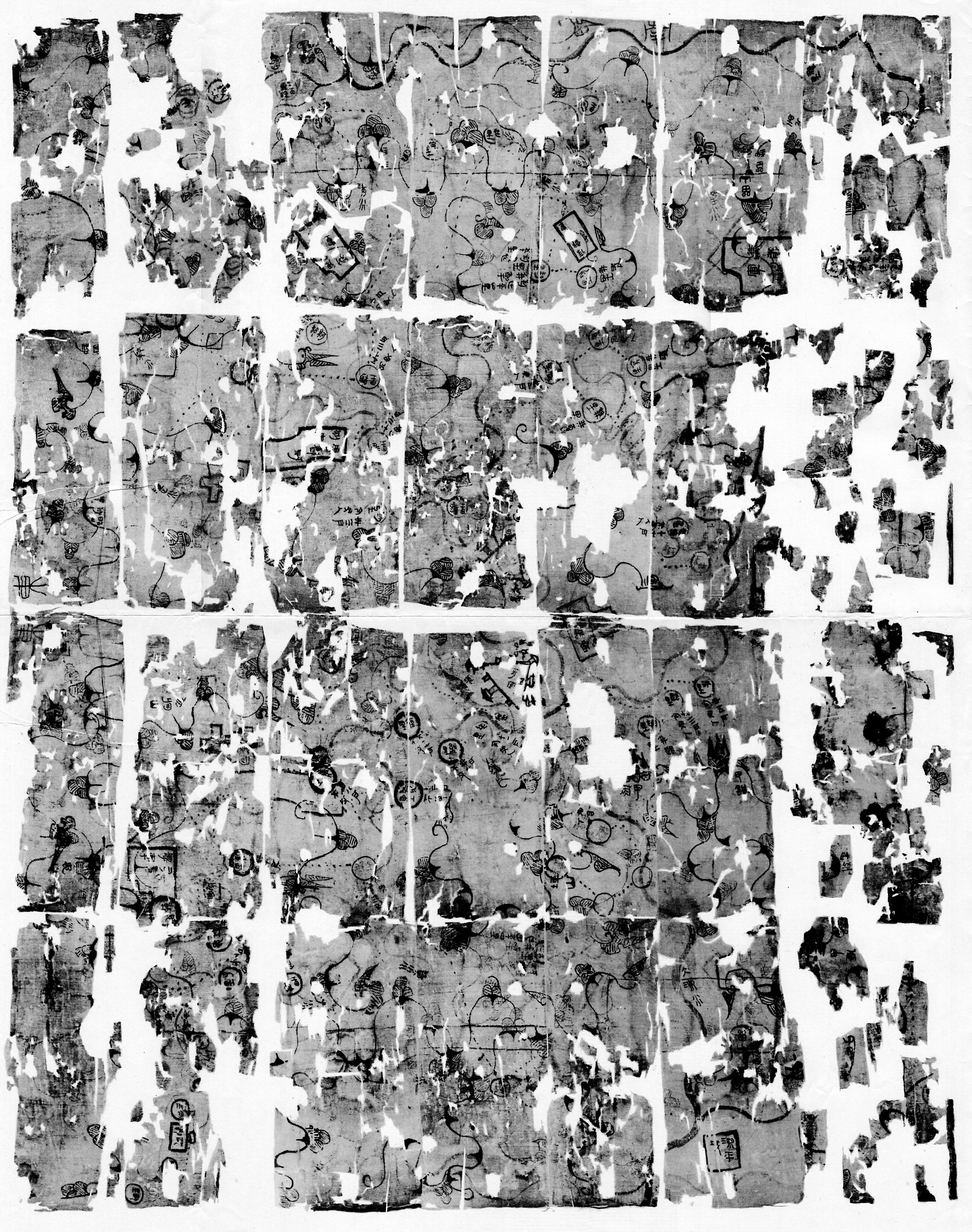
Carte topographique chinoise (le sud étant placé en haut) Mawangdui tombe 3, datée 186 av n. e., Han occidentaux h : 96 × l : 96 cm; encre sur soie. Hunan Provincial Museum, Changsha. La carte couvre un large territoire au sud de la Chine allant de l'ancien royaume de Changsha jusqu'à celui de Nanyue. On y voit la position des garnisons militaires, à partir desquelles les Han lancent leur attaque contre Nanyue en 181 av. J.-C.

En 179 av. J.-C., Han Wendi (Liu Heng) monte sur le trône comme empereur des Han. Il revient sur la plupart des décisions politiques de l’impératrice Lü et prend une attitude conciliante envers Zhao Tuo et le Royaume de Nanyue. Il ordonne à ses fonctionnaires de retourner à Zhending, d'y installer une garnison pour protéger la ville et de faire régulièrement des offrandes aux ancêtres de Zhao Tuo. Son premier ministre Chen Ping suggère d’envoyer Lu Jia à Nanyue car lui et Zhao se connaissent déjà. Lu retourne donc à Panyu et remet une lettre de l’empereur à Zhao Tuo, soulignant que ce sont les politiques de l’impératrice Lü qui ont provoqué l’hostilité marquant les relations entre Nanyue et la Cour des Han et les souffrances des citoyens vivant à proximité de la frontière. Zhao Tuo décide de se soumettre à nouveau aux Han et d'abandonner son titre d'"empereur" pour reprendre celui de "roi". Dès lors, Nanyue redevient officiellement un vassal des Han. Cependant, la plupart de ces changements sont superficiels et Zhao Tuo a continué à être appelé "empereur" dans tout Nanyue, jusqu'à la fin de son règne.
Une fois la paix revenue, le regard de Zhao Tuo se tourne vers le sud, là où se trouve le Royaume de Âu Lạc. En effet, lorsque Zhao Tuo se proclame roi, son pouvoir s'étend sur les commanderies de Nanhai, Guilin et Xiang, pendant que Âu Lạc s'étend dans la région du delta du fleuve Rouge. Au début, les deux royaumes coexistent relativement pacifiquement, ayant en commun un sentiment anti-Han. Âu Lạc reconnaît même la suzeraineté de Nanyue. Pendant les premières années de son règne, Zhao Tuo crée et renforce son armée, craignant d'être attaqué par les Han. Toutefois, lorsque les relations entre l'empire chinois et le Nanyue s'améliorent en 179 av. J.-C., Zhao Tuo profite de l'absence de péril sur sa frontière nord pour marcher vers le sud avec ses armées et annexer Âu Lạc. Les Royaumes de Yelang et Tongshi (通什) acceptent également de devenir les vassaux de Nanyue.

### Règne de Zhao Mo
En 137 av. J.-C., Zhao Tuo meurt, après avoir vécu plus de cent ans. En raison de son grand âge, son fils, le Prince héritier Zhao Shi, est mort avant lui. C'est donc le petit-fils de Zhao Tuo, Zhao Mo, qui devient le nouveau roi de Nanyue. En 135 av. J.-C., le roi du royaume voisin de Minyue, lance une attaque sur les villes situées le long des frontières entre les deux pays. Comme Zhao Mo n’a pas encore eu le temps de consolider son pouvoir, il doit implorer l’empereur Han Wudi d'envoyer des troupes pour aider Nanyue contre ce qu’il appelle « les rebelles de Minyue ». L’empereur loue Zhao Mo pour sa loyauté en tant que vassal et envoie Wang Hui, un fonctionnaire qui régit les minorités ethniques et Han Anguo, un autre fonctionnaire, chargé des questions agricoles, à la tête d’une armée. Ils ont pour ordre de se séparer pour attaquer Minyue depuis deux directions; la première armée partant de la Commanderie de Yuzhang et l’autre de la Commanderie de Kuaiji. Cependant, avant que les troupes des Han n'atteignent Minyue, le roi de Minyue est assassiné par son frère cadet Yu Shan, qui se rend rapidement,.

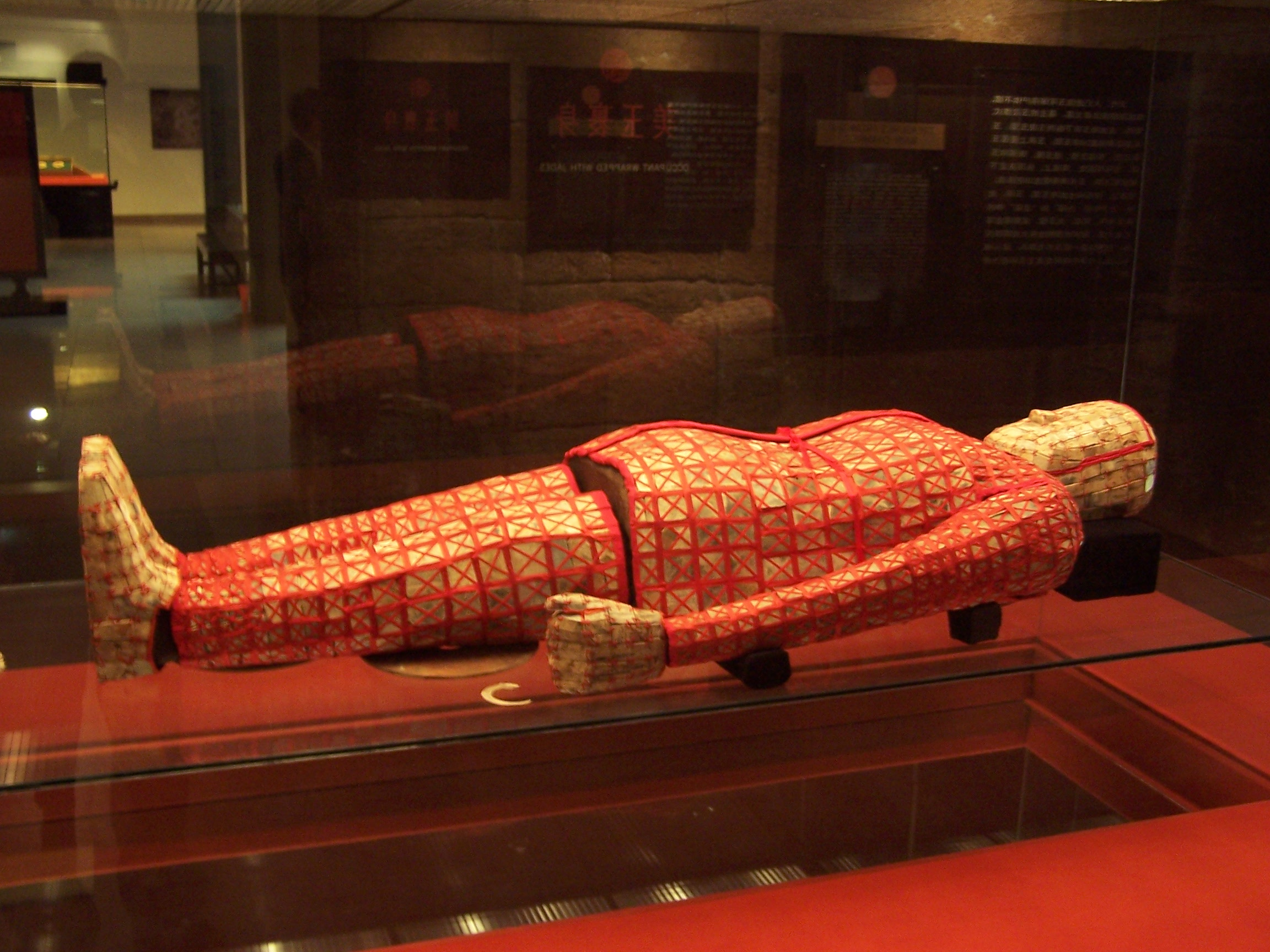
Le linceul de jade de Zhao Mo, dont les plaques de jade sont reliées entre elles avec de la soie rouge

L’empereur envoie Yan Zhu, un émissaire de la cour, à la capitale du Nanyue pour donner à Zhao Mo un rapport officiel sur la reddition de Minyue. Yan repart avec un message transmettant toute la gratitude du roi à l’empereur, ainsi que la promesse faite par Zhao de venir visiter la Cour impériale à Chang'an. De plus, Zhao Yingqi, le fils de Zhao Mo, accompagne Yan à la capitale chinoise. Avant que le roi ne parte lui-même pour Chang'an, un de ses ministres lui déconseille vigoureusement d'accomplir ce voyage, de peur que l’empereur Wudi ne trouve un prétexte quelconque pour l’empêcher de revenir, ce qui conduirait à la destruction de Nanyue. Le roi Zhao Mo feint alors d'être malade et n'accomplit jamais son voyage à la capitale des Han.

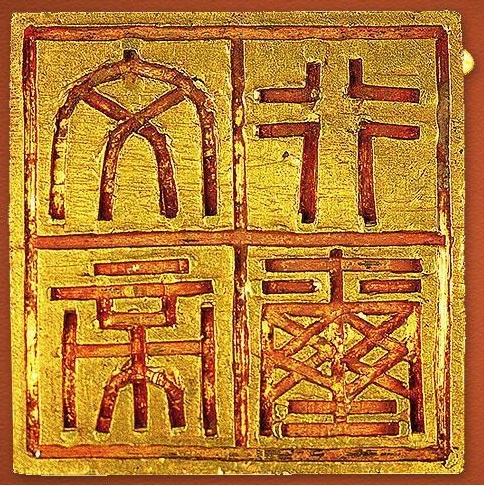
Le sceau impérial du roi Zhao Mo

Immédiatement après la victoire des Han contre le royaume de Minyue, Wang Hui avait envoyé un homme nommé Tang Meng, le gouverneur de la région du Xian de Panyang, apporter la nouvelle de la victoire à Zhao Mo. Pendant son séjour à Nanyue, Tang Meng s’initie à la tradition Yue de manger une sauce faite de fruits de néflier, importés de la Commanderie de Shu. Surpris qu’un tel produit soit disponible à une telle distance de la commanderie en question, il apprend l'existence d'une route reliant Shu au royaume de Yelang; à partir duquel on peut accéder directement à Panyu, la capitale du Nanyue, en descendant le cours du fleuve Zangke. Tang Meng rédige alors un mémoire à l’empereur Wudi, suggérant de rassembler 100 000 soldats d’élite à Yelang et de là naviguer sur le fleuve Zangke pour lancer une attaque surprise sur Nanyue. L'Empereur Wudi valide le plan de Tang et le promeut Général de Langzhong. Il lui fournit mille soldats avec une multitude de provisions et de chariots de transport, au col de Bafu, dans le royaume d’Yelang. Bon nombre des chariots contiennent des dons cérémoniels, qui sont présentés aux seigneurs féodaux de Yelang comme des pots-de-vin/récompenses pour eux s'ils déclarent leur allégeance à la dynastie Han, ce qu’ils firent. C'est ainsi que le royaume de Yelang, vassal de Nanyue, est intégré à l'empire Han et devient la commanderie de Qianwei.
Plus d’une décennie plus tard, Zhao Mo tombe vraiment malade et meurt vers 122 av. J.-C.

### Règne de Zhao Yingqi
Après avoir entendu parler de la grave maladie de son père, Zhao Yingqi reçoit la permission de l’empereur Wudi de revenir à Nanyue. Après la mort de Zhao Mo, il monte sur le trône de Nanyue. Avant son départ pour Chang'an, il avait épousé une jeune femme Yue, avec laquelle il avait eu son fils aîné Zhao Jiande. Mais, à Chang ' an, il épouse également une femme chinoise originaire de Handan. Ensemble, ils eurent un fils, Zhao Xing. Après avoir assumé la royauté de Nanyue, il demande à l’empereur Wudi de nommer Reine son épouse chinoise, qui fait partie du clan Jiu(樛), et son fils Zhao Xing Prince héritier. Avec le temps, ce geste va se révéler être une catastrophe pour Nanyue.
D'après le Shiji, Zhao Yingqi est un tyran qui tue ses sujets avec une désinvolture effrayante. Il meurt de maladie vers 113 av. J.-C.

### Règne de Zhao Xing
En 113 av. J.-C., Zhao Xing succède à son père comme roi et sa mère devient la reine douairière Jiu de Nanyue. La même année, l'empereur Han Wudi envoie son ministre Anguo Shaoji à Nanyue, pour demander à Zhao Xing et à sa mère de se rendre à Chang'an pour une audience avec l’empereur. Anguo est accompagné de deux autres fonctionnaires et de soldats, qui restent à Guiyang en attendant la réponse du roi. À l’époque, Zhao Xing est encore jeune et la Reine douairière est une immigrée chinoise arrivée il y a peu à Nanyue. De plus, une rumeur court voulant que la reine douairière Jiu ait eu une liaison avec Anguo Shaoji avant d'épouser Zhao Yingqi et que cette liaison a repris depuis l'arrivée de Shaoji à la Cour de Nanyue. Qu'elle soit fondée ou non, les habitants du royaume ne font plus confiance à la reine à cause de cette rumeur. Finalement, le roi et sa mère sont tous deux isolés, quasiment sans aucun allié au sein de la Cour et même si Zhao Xing est théoriquement le roi de Nanyue, c'est le premier ministre Lü Jia qui est le dirigeant de facto du royaume.
Craignant de perdre le peu d'autorité qui lui reste, la reine Jiu persuade Zhao Xing et ses ministres de se soumettre entièrement à la dynastie Han. Dans le même temps, elle envoie un mémorial à l’empereur Wudi où elle demande que le royaume de Nanyue soit intégré à l'empire Han. Elle dit qu'elle et son fils pourraient avoir une audience avec l’empereur tous les trois ans et demande la suppression des frontières entre la Chine des Han et Nanyue. L’empereur accepte toutes ses demandes et envoie le sceau impérial au premier ministre de Nanyue et à divers hauts fonctionnaires. L’envoi de ce sceau est un symbole indiquant que, dorénavant, la Cour de Han est censée contrôler directement les nominations de hauts fonctionnaires. Il abolit également les peines impliquant le tatouage forcé et l'ablation du nez des condamnés, deux pratiques héritées de la tradition Yue, et institue le code Han comme seul code juridique. Les émissaires qui avaient été envoyés à Nanyue reçoivent l’ordre d’y rester pour assurer le contrôle du royaume par les Han. Après avoir reçu les décrets impériaux, le roi Zhao et la Reine douairière commencent à préparer leur départ pour Chang'an.
Cependant, tout ceci ne convient pas au premier ministre Lü Jia. Lü est beaucoup plus âgé que la plupart des fonctionnaires et exerce ses fonctions depuis le règne de Zhao Mo, le grand-père de Zhao Xing. Son clan est le plus puissant du royaume de Nanyue et sa prééminence a été soigneusement établie et renforcée par un grand nombre de mariages avec les membres de la famille royale Zhao. Voyant sa position et celle de son clan menacées par les projets de la reine, il s’oppose avec véhémence à la soumission de Nanyue à la dynastie Han et critique Zhao Xing à maintes reprises. Voyant que ses récriminations sont ignorées par le roi et la reine douairière, Lü décide de commencer à planifier un coup d’État et feint d'être malade pour éviter de rencontrer les émissaires de la Cour des Han. Ces derniers sont bien conscients de l’influence qu'a Lü sur les affaires du Royaume, mais ils n'arrivent pas à se débarrasser de lui. Dans le Shiji, Sima Qian rapporte une histoire selon laquelle la Reine douairière et Zhao Xing auraient invité Lü à un banquet avec plusieurs émissaires des Han, espérant ainsi avoir une chance de tuer le premier ministre. Lors du banquet, la Reine douairière indique que le premier ministre Lü est totalement opposé à l'intégration de Nanyue à l'empire Han, en espérant que les émissaires des Han seraient assez furieux après cette révélation pour tuer Lü. Cependant, le frère cadet du premier ministre a fait encercler le palais par des gardes armés et les émissaires des Han, dirigés par Anguo Shaoji, n’osent pas attaquer Lü, de peur d'être tués à leur tour. Sentant à quel point la situation est dangereuse pour lui, Lü s’excuse et essaye de quitter le palais. La Reine douairière elle-même, furieuse, essaye d’attraper une lance pour tuer personnellement le premier ministre, mais elle est arrêtée par son fils, qui craint pour sa vie et celle de sa mère. Après ce banquet, Lü Jia fait encercler en permanence ses appartements par des hommes armés, chargé de le garder, et feint d'être malade. Pendant ce temps, son frère refuse également de rencontrer les émissaires des Han ou le roi Zhao. Après l'incident du banquet, Lü Jia commence à préparer sérieusement le coup d’État à venir avec d’autres responsables du royaume.
Lorsque l’empereur Wudi est mis au courant de la situation, il envoie à Nanyue 2000 fonctionnaires dirigés par un homme nommé Han Qianqiu. La mission de Qianqiu est simple : enlever le contrôle du gouvernement à Lü Jia et réorganiser l'administration du Nanyue en nommant les 2000 fonctionnaires aux postes clefs. Han Qianqiu et ses hommes arrivent sur le territoire de Nanyue en 112 av. J.-C., au moment où le premier ministre finit par exécuter son plan. Avec ses fidèles, il harangue les citoyens du Nanyue en leur disant que Zhao Xing est trop jeune pour régner, que la reine douairière Jiu est une étrangère qui complote avec les émissaires chinois pour donner le pays à la Chine des Han, offrir tous les trésors de Nanyue à l’empereur Han Wudi et vendre des Yue à la Cour impériale comme esclaves, sans avoir aucune pensée pour le bien-être du peuple Yue. Avec le soutien du peuple, Lü Jia et son jeune frère prennent la tête d'un grand groupe d’hommes et rentrent dans le Palais du roi avant de tuer Zhao Xing, la reine douairière Jiu et tous les émissaires des Han présents dans la capitale.
Après ces assassinats, Lü Jia fait monter sur le trône Zhao Jiande, le fils aîné de Zhao Yingqi qu'il avait eu avec sa femme native de Yue. Immédiatement après le couronnement, il envoie des messagers aux chefs tribaux, vassaux et autres responsables des diverses régions de Nanyue.

### Règne de Zhao Jiande: guerre contre les Han et chute de Nanyue
Peu de temps après, les 2 000 hommes dirigés par Han Qianqiu commencent à attaquer les villes situées le long de la frontière Han-Nanyue. Les membres des tribus Yue vivant dans la région cessent rapidement toute résistance et offrent des vivres aux Chinois, tout en leur assurant un passage en toute sécurité. Grâce à cette aide, le groupe d’hommes avance rapidement à travers le territoire de Nanyue et marche sur la capitale. Mais lorsqu'ils arrivent à 40 li de Panyu, ils tombent dans une embuscade tendue par un régiment de soldats Nanyue et sont complètement anéantis. pendant ce temps, Lü Jia récupère les différents insignes impériaux que portaient les émissaires Han et les place dans une boîte en bois habituellement utilisée pour les cérémonies. Il attache une fausse lettre d’excuses sur cette boite et la dépose à la frontière Han-Nanyue, tout en déployant des militaires à ladite frontière. Lorsque l’empereur Wudi est mis au courant du coup d’État et des diverses actions du premier ministre Lü, il devient furieux. Après avoir distribué des indemnisations aux familles des émissaires qui ont été tués, il décrète la mobilisation immédiate d’une armée pour attaquer Nanyue.

À l’automne de l'an 111 av. J.-C., l'empereur Wudi envoie une armée de 100 000 hommes, divisée en cinq compagnies, pour attaquer Nanyue. La première compagnie est commandée par le général Lu Bode et marche sur Nanyue depuis Guiyang, en descendant la rivière Huang. La deuxième compagnie est sous les ordres du commandant Yang Pu. Elle part de la Commanderie de Yuzhang en passant par le col de Hengpu, puis descend le cours de la rivière Zhen. Les troisième et quatrième compagnies sont commandées respectivement par Zheng Yan et Tian Jia, deux chefs de tribus Yue qui ont rejoint la dynastie Han. La troisième compagnie part de Lingling et navigue sur la rivière Li, alors que la quatrième compagnie se rend directement à la garnison de Cangwu. La cinquième compagnie, qui est commandée par He Yi, est composée principalement de prisonniers originaires des anciens royaumes de Shu et Ba, ainsi que de soldats de Yelang. Reprenant le plan que Tang Meng avait soumis à Wudi en 135 av. J.-C., ils marchent sur Nanyue en naviguant directement sur la rivière Zangke. Dans le même temps, Zou Yushan, le roi de Dongyue et Minyue, déclare vouloir aider les Han, dont il est un vassal, et participer à l’attaque contre Nanyue. Il envoie 8 000 hommes pour appuyer la compagnie de Yang Pu, mais lorsque ces troupes arrivent à Jieyang, elles font semblant d’être bloquées sur place par des vents violents qui les empêchent d’avancer et envoient secrètement des détails de l’invasion à Nanyue.

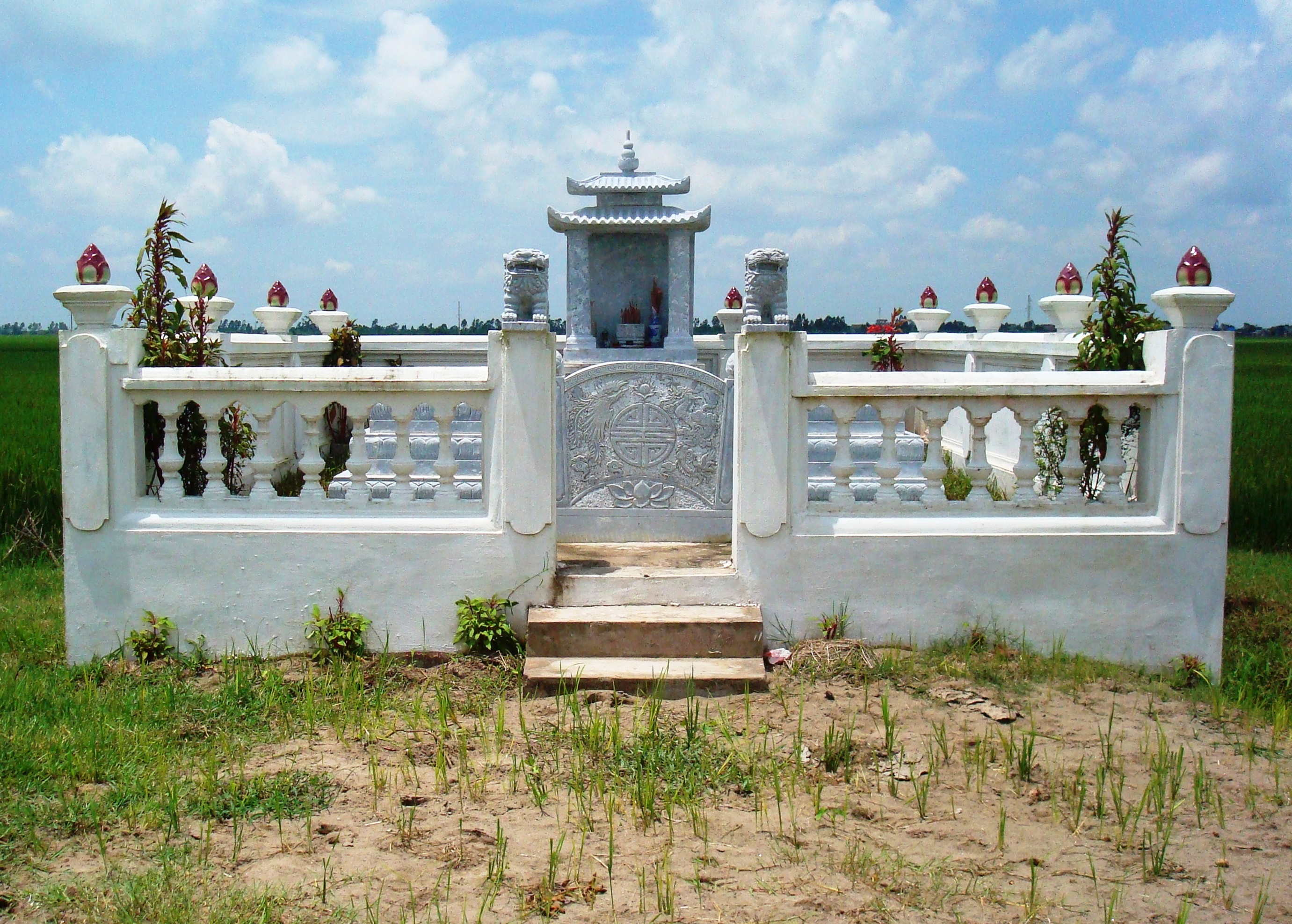
Tombes du premier ministre Lü Jia et du général Nguyễn Danh Lang, dans le district d' Ân Thi, province de Hưng Yên, Vietnam.

L'hiver de la même année, la compagnie de Yang Pu attaque et prend Xunxia. Après cette première victoire, les troupes de Yang continuent d'avancer et détruisent les portes Nord de Panyu, capturant ainsi la flotte navale de Nanyue et ses approvisionnements. Saisissant l’occasion, Yang continue de marcher vers le sud et défait une armée de Nanyue, avant de s’arrêter pour attendre la compagnie dirigée par Lu Bode. Comme indiqué précédemment, les troupes de Lu sont composées principalement de détenus libérés en échange du service militaire, donc d'hommes peu motivés. Ils avancent lentement et à la date du rendez-vous prévu avec Yang Pu, seulement un millier des hommes de Lu sont sur place. Malgré la faiblesse des renforts, les troupes des Han repartent à l'attaque et marchent sur Panyu où Lü Jia et Zhao Jiande se sont retranchés. Yang Pu installe son camp au sud-est de la ville et Lu Bode installe le sien au nord-ouest. À la nuit tombée, les troupes de Yang mettent le feu à la ville, pendant que Lu envoie des soldats au pied des murs de la ville pour encourager les soldats Nanyue à déserter. Cette tactique fonctionne parfaitement et alors que la nuit passe, de plus en plus de défenseurs de Panyu font défection et se rendent au camp de Lu Bode en désespoir de cause. Quand l'aube arrive enfin, la plupart des soldats Nanyue ont disparu des remparts. Lü Jia et Zhao Jiande réalisent que Panyu est perdue et s'enfuient de la ville en bateau, vers l’ouest, avant que le soleil se lève. En interrogeant les déserteurs, les généraux des Han apprennent l'évasion des deux chefs Nanyue et envoient des hommes à leur poursuite. Zhao Jiande est le premier à être capturé et Lü Jia réussit à fuir jusqu'au nord du Viet-Nam, avant d'être pris à son tour. D'après les inscriptions présentes dans les nombreux temples dédiés à Lü Jia (Lữ Gia), ses femmes et se soldats se seraient dispersés dans la région du delta du fleuve Rouge, au Nord du Vietnam, où la guerre pour les mettre au pas aurait duré jusqu’en 98 av. J.-C,.
Après la chute de Panyu, Tây Vu Vương, le capitaine de la région de Tây Vu dont le centre est Cổ Loa, se révolte contre la domination chinoise de la dynastie Han. Sa révolte s’achève lorsqu’il est tué par son adjoint Hoàng Đồng (黄同),.
Par la suite, les autres commanderies et comtés de Nanyue se rendent à la dynastie Han, ce qui met fin aux 93 ans d’existence du royaume de Nanyue. Lorsqu'il apprend la défaite de Nanyue, l'empereur Wudi se trouve dans le Xian de Zuoyi, dans le cadre d'une tournée d'inspection impériale. Il est tellement enchanté par la nouvelle, qu'il crée le nouveau Xian de Wenxi, ce qui signifie littéralement "Apprendre de bonnes nouvelles". Après avoir été capturé, Lü Jia est exécuté par les soldats des Han et sa tête est envoyée à l’empereur. Lorsqu'il la reçoit, il est toujours en pleine tournée d'inspection et, comme la fois précédente, il salue la nouvelle en créant le Xian de Huojia, ce qui signifie littéralement "Capturer (Lü) Jia".

## Géographie et démographie

### Frontières

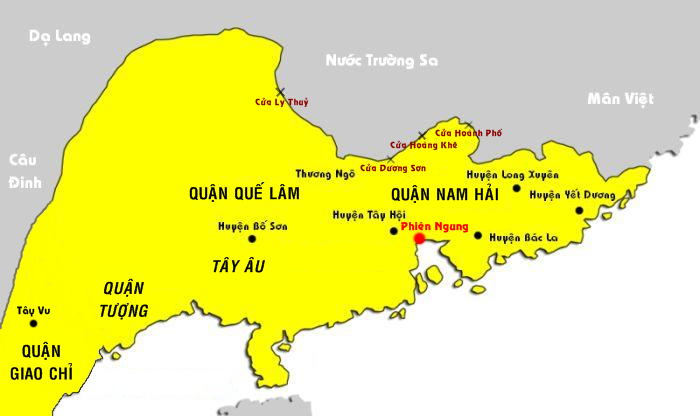
Territoire et frontières du royaume de Nanyue

Le Royaume de Nanyue comprend initialement les commanderies Qin de Nanhai, Guilin et Xiang. Après 179 av. J.-C., Zhao Tuo persuade les dirigeants de Minyue, Yelang, Tongshi et quelques autres, de faire leur soumission au royaume de Nanyue. Ces territoires ne sont pas pour autant contrôlés directement par Zhao Tuo, il s'agit plutôt de royaumes vassaux gardant une large autonomie.
Après la défaite de Nanyue face à la dynastie Han, son territoire est divisé en sept commanderies Nanhai, Cangwu, Yulin, Hepu, Jiaoche, Jiuzhen et Esmail. Traditionnellement, on croyait que le nord du Vietnam avait été aussi conquis par les Qin lors de leur expansion dans les régions du Sud et que Zhao Tuo s'était contenté de reprendre le contrôle de cette zone en fondant le royaume de Nanyue. Toutefois, les recherches récentes ont démontré que les soldats de la dynastie Qin ne sont probablement jamais allés dans les territoires qui correspondent actuellement au Vietnam et que l'annexion de cette région a été accomplie uniquement par le royaume de Nanyue.

### Divisions administratives
Après avoir fondé son royaume, Zhao Tuo a gardé le système de division administrative Xian/Commanderie de la dynastie Qin, mais a procédé à un redécoupage administratif. S'il laisse intactes les Commanderies de Nanhai(Ce qui correspond à la plus grande partie de l'actuelle province du Guangdong) et Gulin, il divise en deux parties celle de Xiang pour créer les commanderies de Jiaoche et Jiuzhen.
S'il ne divise par la commanderie de Nanhai, Tuo redécoupe les Xians qui la composent. Aux xians de Panyu, Longchuan, Boluo et Jieyang créés par les Qin, il rajoute ceux de Zhenyang et Hankuang.

### Ethnies
La majorité des citoyens de Nanyue appartiennent aux diverses tribus du peuple Yue. Parmi les nombreuses branches, tribus et clans du peuple Yue, on trouve :
- Les Nanyue vivent dans le Nord, le centre et l'est du Guangdong. On trouve également un petit groupe de ces tribus vivant dans l'est du Guangxi.
- Les Yue de la vallée de l’Ouest, ou Xi'ou, vivent pour la plupart au Guangxi et dans l'ouest du Guangdong. la plus grande partie de la population Xi'ou se concentre aux abords de la rivière Xun et dans les zones situées au sud de la rivière Gui; soit les deux parties du bassin hydrographique du fleuve Xi. Les descendants de Yi-Xu-Song, le chef tué après avoir résisté aux troupes des Qin, ont été pendant toute l'existence du royaume de Nanyue les rois/gouverneurs des clans Xi'ou. Au moment de la défaite de Nanyue face à la dynastie Han, les Xi'ou représentent une part importante de la population. On en dénombre plusieurs centaines de milliers juste dans la commanderie de Guilin.
- Les Luoyue vivent dans l’ouest et le sud du Guangxi, le nord du Vietnam, la péninsule de Leizhou, l’île d'Hainan et le sud-ouest du Guizhou. L'essentiel de la population Luoyue se concentre dans les bassins hydrographiques des rivières Zuo et You au Guangxi, le delta du fleuve Rouge au nord du Vietnam et le bassin de la rivière Pan au Guizhou. Le nom chinois "Luo", qui désigne un cheval blanc avec une crinière noire, a, dit-on, été donné à ces tribus après que les chinois aient vu leur méthode de culture sur brûlis dans les collines.

Les personnes d'origine chinoise vivant dans le royaume sont pour la plupart des descendants des soldats Qin envoyés conquérir les Sud, des jeunes filles qui travaillaient comme prostituées de l’armée, des fonctionnaires Qin, des criminels exilés dans le sud et des marchands.

## Gouvernement

### Système administratif

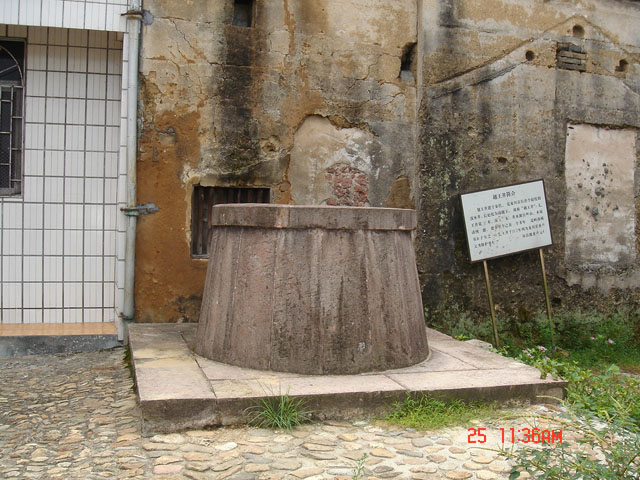
Le Puits du Roi Yue à Longchuan. Selon la tradition, le creusement de ce puits aurait été ordonné par Zhao Tuo, à l'époque où il était gouverneur.

Lorsque Zhao Tuo fonde le royaume de Nanyue, les systèmes politiques et bureaucratiques qu'il crée sont, dans un premier temps, des copies quasi-conformes de ceux qui avaient été mis en place au sein de l’Empire Qin. Après la soumission de Zhao Tuo à la dynastie Han, le Nanyue adopte un grand nombre des modifications que les Han ont apporté aux systèmes des Qin. À cela, il faut rajouter que comme Nanyue bénéficie, pendant la plus grande partie de son existence, d'une autonomie complète et d'une souveraineté de fait, ses dirigeants mettent en place des lois et des réformes propres au royaume.
Nanyue est une monarchie et son chef d’État porte généralement le titre de « Roi » (chinois : 王), même si les deux premiers souverains, Zhao Tuo et Zhao Mo, se font appeler « Empereur » par leurs sujets. Nanyue a son propre calendrier qui, comme en Chine, est basé sur un système d’ères qui découpent les règnes des rois/empereurs en plusieurs périodes. La règle en vigueur pour la succession du trône est la règle héréditaire, le roi/empereur régnant désignant son successeur de son vivant en le nommant prince héritier. Ce successeur est, en général, le fils aîné du souverain. La mère du souverain porte le titre de reine ou impératrice douairière, son épouse celui de reine ou impératrice. Les concubines du souverain portent, elles, le titre de "Dame"(chinois : 夫人). Concernant l'étiquette de la Cour, on s'adresse au souverain et à sa famille de la même manière que l'on s'adresserait à l’empereur de la dynastie Han et à la famille de ce dernier.
Comme vu précédemment, le royaume de Nanyue garde le système de découpage territorial en Commanderies et Xians de la dynastie Qin. Par la suite, ses dirigeants vont distribuer des titres de princes, Duc et autres titres de noblesse, de la même manière que les empereurs Han. Les archives impériales de Nanyue qui ont survécu à l'invasion indiquent que les princes reçoivent leurs titres lors d'une cérémonie qui a lieu à Cangwu, dans la région de Xixu. Pour les seigneurs locaux, la remise des titres a lieu la plupart du temps à Gaochang, mais aussi dans diverses localités. La première personne à être anoblie est Zhao Guang, un parent de Zhao Tuo, qui devient roi de Cangwu. Dans ce qui est considéré comme une manifestation de respect de Zhao Tuo pour les tribus Yue, il a ensuite anobli un chef Yue en lui donnant le titre de roi de Xixu, afin d'offrir aux Yue de cette région une certaine autonomie en leur donnant pour chef un membre de leur propre ethnie. Le nom exact de ce chef est inconnu, mais il s'agit d'un descendant de Yi-Xu-Song, le chef tribal tué pendant les combats qui ont accompagné l'arrivée des troupes d’invasion de la dynastie Qin.
La bureaucratie de Nanyue est claquée sur celle de la dynastie Qin, avec la même division en administrations centrales et régionales. Le gouvernement central comprenant le premier ministre, qui a le pouvoir militaire et administratif, les scribes qui sont sous les ordres du premier ministre, des censeurs de différents rang et position qui surveillent l'administration, les commandants de la garde impériale, les hauts fonctionnaires qui dirigent l'administration royale, ainsi que tous les officiers et les fonctionnaires chargés de la nourriture, de la musique, des transports, de l'agriculture et des divers autres bureaux.
Nanyue a adopté plusieurs autres politiques qui reflètent la domination chinoise, tels que le système d’enregistrement des ménages, ainsi que la promulgation de l'obligation faite aux Yue d'utiliser les caractères chinois, ainsi que le système chinois de poids et mesures.

### Armée

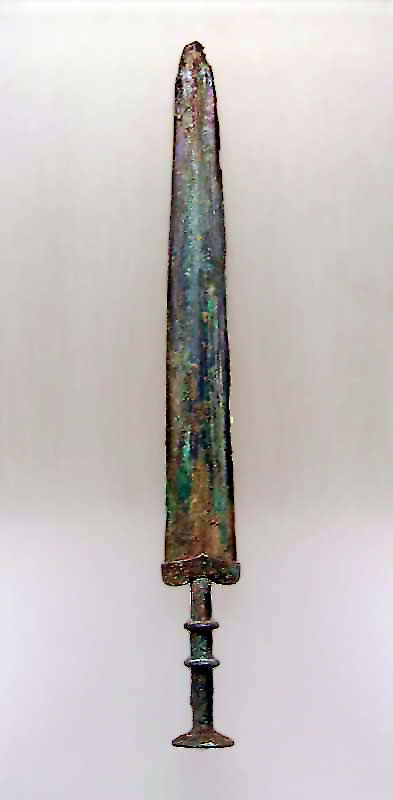
Épée en bronze provenant d'une tombe du Guangxi et datant soit de la fin de la période des royaumes combattants, soit de la fondation du royaume de Nanyue.

L'armée de Nanyue est en grande partie composée des soldats Qin qui ont envahi la région, puis des descendants de ces derniers. Après la fondation du royaume en 204 av. J.-C., certains membres des tribus Yue rejoignent également l’armée. Les officiers de l’armée de Nanyue portent les titres de Général, Général de la gauche, Xiao (« Colonel »), Wei (« Capitaine »), etc. Ce système de grade est, pour l'essentiel, identique à celui en vigueur au sein de l'armée chinoise. On trouve au sein de cette armée des fantassins, des marins et des cavaliers.
La grande majorité des nombreux objets découverts dans les tombes du royaume de Nanyue sont en bronze, ce qui indique un manque de fer et/ou de maîtrise de la métallurgie du fer. Les soldats de Nanyue sont généralement équipés avec des épées courtes ou des lances en bronze, ainsi que d'arcs leur permettant de tirer des flèches avec des pointes en bronze. Les généraux et autres officiers supérieurs, par contre, ont souvent des armes en fer.

### Politique ethnique
Concernant les relations entre les Chinois "Han" et les Yue, le Royaume de Nanyue poursuit la plupart des politiques et des pratiques mises en place par la dynastie Qin. Zhao Tuo promeut activement une politique d’assimilation et de fusion des deux cultures. Même si les Chinois sont dans une position dominante d'un point de vue politique et militaire, les disparités sont très importantes après la conquête de la région par les Qin. Au fil du temps, les Yue commencent petit à petit à occuper des postes importants au sein du gouvernement. Lü Jia, le dernier premier ministre du Royaume, est d'origine Yue et plus de 70 de ses parents ont servi comme fonctionnaires dans les différents ministères du gouvernement. Dans les zones "particulièrement complexes", suivant la terminologie officielle, les chefs Yue bénéficient souvent d'une grande autonomie, comme dans le cas des tribus Xi'ou de la région du Xixu.
Sous l’impulsion de Zhao Tuo, les immigrants chinois sont encouragés à adopter les coutumes des Yue. Avec le temps, les mariages entre les Chinois et les Yue deviennent de plus en plus fréquents et finissent même par concerner le clan royal des Zhao. Ces derniers, d'origine chinoise, épousent régulièrement des membres du clan Lü, des Yue ayant adopté des noms chinois assez vite après la fondation du royaume. Le cas le plus parlant est celui de Zhao Jiande, le dernier roi de Nanyue, dont on a vu précédemment qu'il est le fils de Zhao Yingqi, l'avant-dernier roi, et de son épouse d'origine Yue. Malgré l’influence dominante des nouveaux arrivants chinois sur les Yue, l’assimilation entre les deux peuples semble se faire graduellement, au fil du temps.

## Langue

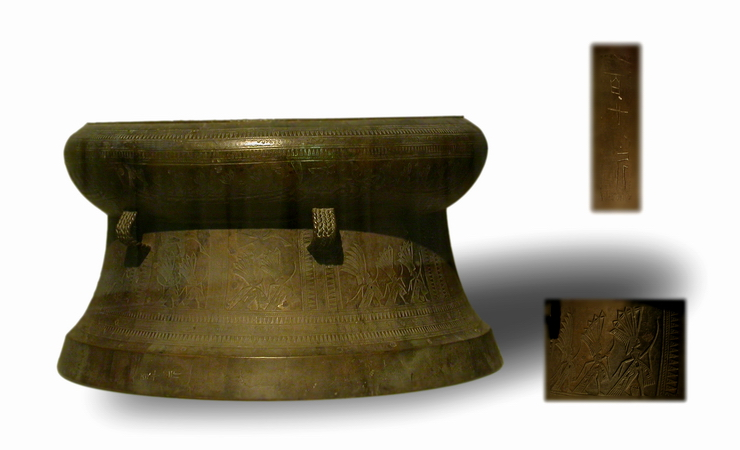
Tambour en bronze provenant de la tombe 1 de Luobowan. Sur l'image en gros plan située en haut à droite, on peut lire en. Sur celle située en bas à droite, on voit un héron en train de pêcher et plusieurs figures d’hommes-oiseaux.

En plus du chinois archaïque, qui est utilisé par les immigrants chinois et les représentants du gouvernement, la plupart des citoyens de Nanyue parlent probablement le yue ancien dans la vie de tous les jours. Si le yue a aujourd'hui disparu en tant que langue vivante, les langues zhuang et tai sont considérées comme étant issues du yue. Avec le temps le yue ancien et le chinois archaïque parlé dans la région se sont influencés mutuellement, au point que de nombreux mots issus du yue et intégrés aux langues chinoises ont été identifiés par les érudits modernes.
Il n’y a aucune preuve connue de l'existence d’un système d’écriture parmi les peuples Yue de la région de Lingnan à l’époque pré-Qin et a priori, ce sont les Chinois qui ont amené l'écriture avec eux en arrivant dans la région. Le chinois archaïque semble être la langue du gouvernement, probablement parce que Zhao Tuo et la plupart des fonctionnaires du gouvernement sont des immigrants chinois et pas des Yue. Quasiment tout ce que nous connaissons comme écrits de Nanyue provient des découvertes archéologiques réalisées dans la tombe du roi de Nanyue située à Guangzhou, des ruines du palais Nanyue et des tombeaux de Luobowan. Ces sites contenaient une grande variété d’objets avec des écrits réalisés sur différents supports. On trouve sur les objets provenant de la tombe du roi Zhao Mo des écritures utilisant des caractères de style Zhuànwén (篆文)(Sceau, Style sigillaire), tandis que sur ceux du palais et de Luobowan on trouve plutôt des caractères de style Lìshū (隸書)(Scribe, Style des scribes, écriture des clercs).

## Diplomatie

### Relations avec les Han
Les relations entre la dynastie Han et le royaume de Nanyue sont assez compliquées. Entre 196 av. J.-C., date à laquelle Nanyue fait allégeance pour la première fois aux Han, et 111 av. J.-C., date de la chute du royaume, les relations Han-Nanyue traversent deux périodes conflictuelles et deux périodes de cohabitation pacifique.

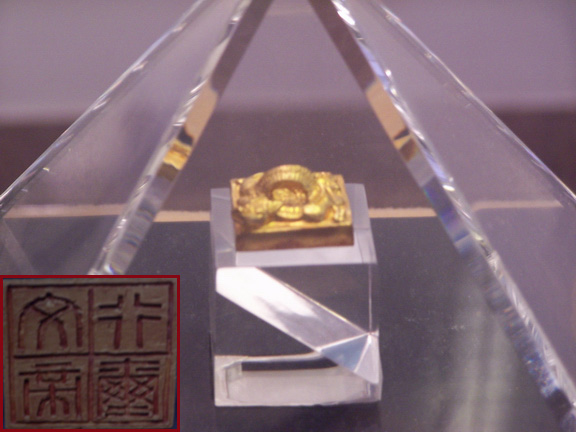
Sceau en or découvert dans la tombe de Zhao Mo, deuxième roi de Nanyue. Les caractères inscrit sur le sceau, que l'on peut voir en détail en bas à gauche, se lisent 文帝行壐, ce qui signifie "Sceau impérial de l’empereur Wen". Cette inscription montre bien qu'au sein de leur royaume les premiers dirigeants de Nanyue ont le statut d’empereur.

La première période de subordination de Nanyue à la dynastie Han a commencé en 196 av. J.-C. quand Zhao Tuo rencontré Lü Jia, un émissaire de l’empereur Han Gaozu, qui lui remet alors un sceau impérial. En donnant ce sceau, les Han reconnaissent Zhao Tuo comme roi de Nanyue et en l'acceptant, Zhao accepte d'être un vassal des Han. Cette période dure treize ans et s’achève en 183 av. J.-C.. Durant ces treize années, le commerce entre les deux pays devient de plus en plus important. Nanyue verse un tribut aux Han, qui prend la forme de produits rares venant du Sud, et en retour, la Cour de Han offre au roi de Nanyue des outils en fer, des chevaux et des bovins. Dans le même temps, les frontières du pays sont toujours étroitement surveillées.
La première période de tensions entre Nanyue et la dynastie Han dure de 183 à 179 av. J.-C. Elle commence quand l'impératrice douairière Lü interdit le commerce du fer et de certains types d'animaux avec le royaume de Nanyue, ce à quoi Zhao Tuo riposte en rompant tout lien avec les Han. Durant cette période, Zhao Tuo prend ouvertement le titre d'"empereur martial du Sud" et lance une attaque contre le Royaume de Changsha, un des royaumes semi-autonomes de l'empire Han. Lü répond à cette agression en envoyant des troupes attaquer Nanyue, mais les troupes des Hans, décimées par la maladie et épuisées par le trajet, sont repoussées par l'armée de Nanyue. C'est grâce à cette victoire que Nanyue finit par obtenir le respect et l’allégeance des royaumes voisins de Minyue et Yelang.
La deuxième période de soumission de Nanyue à la dynastie Han dure de 179 à 112 av.J.-C.. Cette période commence lorsque Zhao Tuo abandonne son titre d'empereur et fait à nouveau allégeance aux Han. Mais ce revirement est superficiel, car Zhao Tuo continue à se faire appeler "empereur" par ses sujets de Nanyue et le Royaume conserve son autonomie. Malgré tout, la puissance du royaume décline durant les règnes de ses quatre successeurs et la dépendance de Nanyue envers la Chine des Han progressé lentement. La meilleure preuve de cette évolution est la demande d'aide militaire envoyé par Zhao Mo à l’empereur Han Wudi lorsque Minyue, un ancien vassal de Nanyue, attaque son royaume.
Enfin, la seconde et dernière période de tension entre Nanyue et les Han est celle qui s’achève par une guerre et la chute du royaume de Nanyue. Au moment de la rébellion du premier ministre Lü Jia, la Chine des Han jouit d’une période de croissance, de prospérité économique et est la première puissance militaire de la région à la suite de ses victoires sur les tribus Xiongnu vivant le long des frontières nord et nord-ouest de la Chine. Bien trop faible pour résister à la confrontation, le royaume de Nanyue est rayé de la carte lorsque l'empereur Wudi mobilise 100 000 hommes pour lancer contre lui une attaque dévastatrice.

### Relations avec le royaume de Changsha
Le Changsha est à l’époque, un royaume semi-autonome de la Chine des Han. Son territoire comprend la plus grande partie de l'actuelle Province du Hunan et une partie de celle du Jiangxi. Lorsque l’empereur Han Gaozu fait de Wu Rui le premier roi de Changsha, il lui donne aussi le pouvoir de gouverner les commanderies de Nanhai, Xiang et Guiling, ce qui provoque les premières dissensions entre le Changsha et Nanyue. La frontière entre la Chine des Han et le royaume de Nanyue recouvre pour l'essentiel la frontière sud du Changsha et tant que le royaume de Nanyue exista, cette zone fut fortifiée et surveillée en permanence des deux côtés. Comme le Royaume de Changsha n’a aucune souveraineté propre, les relations entre ce royaume et celui de Nanyue sont, par défaut, les mêmes que celles qui existent entre les Han et le Nanyue.

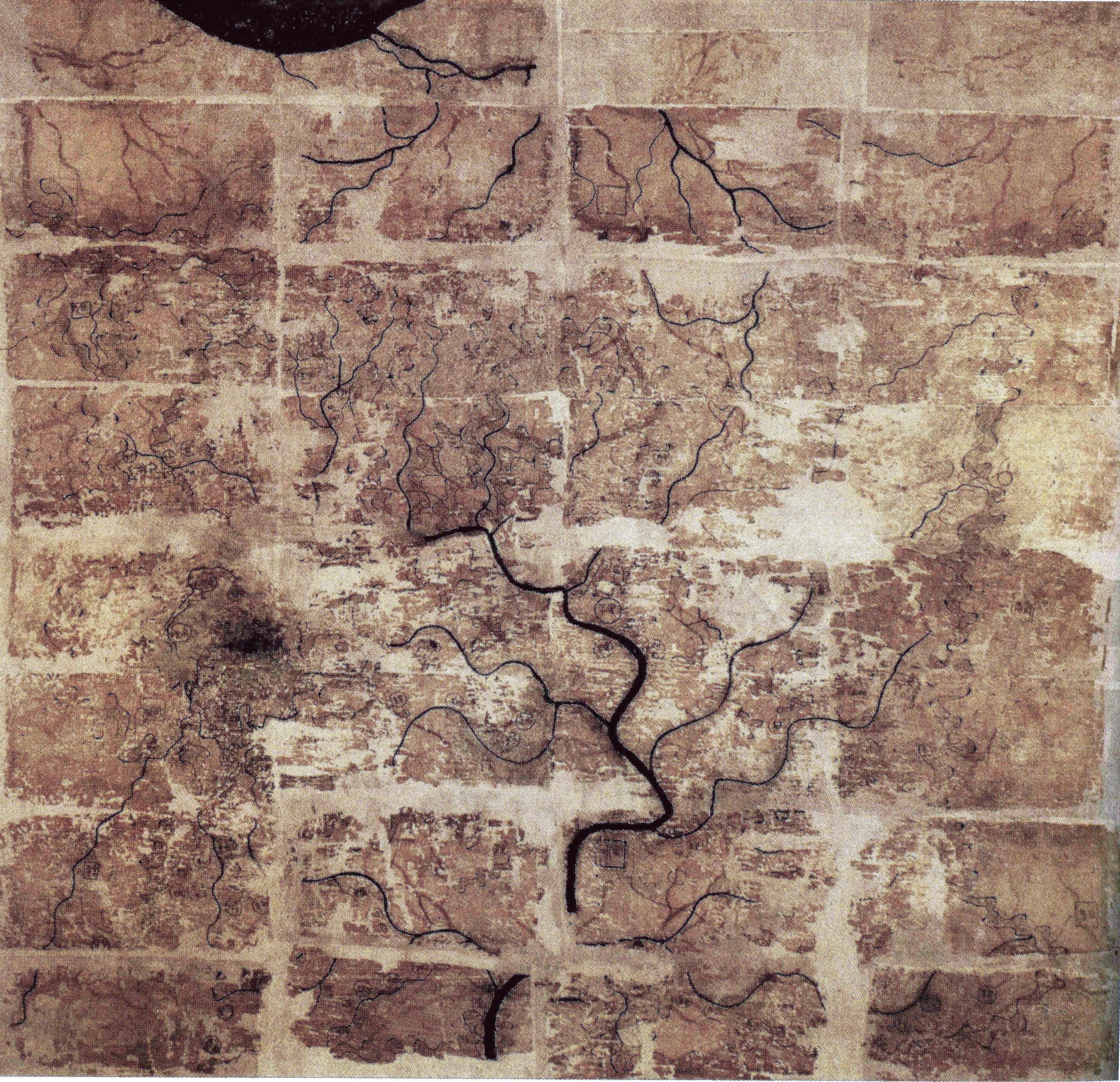
Carte topographique chinoise, sur laquelle le sud est placé en haut, provenant de la tombe 3 de Mawangdui et datant du début des Han occidentaux. On peut y voir les frontières du royaume semi-autonome de Changsha et de celui de Nanyue.

### Relations avec le royaume de Minyue
Minyue est un royaume situé au nord-est de Nanyue, le long de la côte sud-est de la Chine, et qui recouvre en grande partie l'actuelle province du Fujian. Le Minyue est vaincu par les armées de la dynastie Qin lorsque le premier empereur lance son expédition contre les tribus Yue. Wuzhu, le souverain de Minyue, est déposé et la région est intégrée à l'empire en devenant la commanderie de Minzhong. Après la chute de la dynastie Qin, Wuzhu soutient Liu Bang qui, après avoir fondé la dynastie Han, lui rend son titre de roi de Minyue en 202 av. J.-C.
Les relations entre Nanyue et Minyue passent par trois périodes. La première, de 196 av. J.-C. à 183 av. J.-C., commence quand Zhao Tuo se soumet pour la première fois à la dynastie Han. Les deux royaumes sont alors des vassaux des Han et les relations entre eux sont d'égal à égal. La deuxième période va de 183 à 135 av. j.-c., quand Minyue accepte de devenir le vassal de Nanyue après l’avoir vu vaincre l'expédition militaire envoyée par l'impératrice douairière Lü. La troisième période commence en 135 av. J.-C., quand le roi Wang Ying profite de l'affaiblissement de Nanyue pour attaquer le royaume, ce qui oblige Zhao Mo à demander de l’aide à la Chine des Han. Après sa défaite, Minyue redevient un vassal des Han et les relations entre ce royaume et Nanyue redeviennent des relations d'égal à égal.

### Relations avec les tribus Yi du sud-ouest
Les tribus Yi du sud-ouest vivent à l’ouest du royaume de Nanyue et sont frontalières de ce dernier dans les régions de Yelang, Wulian et juding, entre autres. Yelang est le plus grand des royaumes du peuple Yi, il recouvre la plus grande partie des actuelles provinces de Guizhou et du Yunnan, ainsi que la partie sud de la Province du Sichuan.
Lorsque Nanyue repousse la première attaque des Han, celle organisée par l’impératrice douairière Lü, presque toutes les tribus Yi font allégeance à Nanyue et deviennent des vassales du royaume. La plupart de ces tribus restent fidèles à leur allégeance jusqu'à la disparition du royaume de Nanyue en 111 av. J.-C. Lorsque l’empereur Wudi lance son attaque contre Nanyue, la plupart des tribus Yi refusent d’aider les Hans. Un chef nommé Qie-Lan va jusqu'à s'opposer ouvertement aux Han après la chute de Nanyue, en tuant l'émissaire qu'ils lui envoient, ainsi que le gouverneur de la province, qui s'était installé dans la Commanderie de Qianwei.

## Rois
| Nom Personnel | Nom Personnel   | Nom Personnel | Nom Personnel  | Nom Personnel  | Ères de règnes | Ères de règnes | Ères de règnes | Ères de règnes | Dates de règne    | Autres Noms |
| Chinois       | Cantonais       | Pinyin        | Zhuang         | Vietnamien     | Chinois        | Cantonais      | Pinyin         | Vietnamien     | Dates de règne    | Autres Noms |
| ------------- | --------------- | ------------- | -------------- | -------------- | -------------- | -------------- | -------------- | -------------- | ----------------- | ----------- |
| 趙佗/趙他     | ziu6 taa4       | Zhào Tuó      | Ciuq Doz       | Triệu Đà       | 武王           | mou5 wong4     | Wǔ Wáng        | Vũ Vương       | 203–137 av. J.-C. |             |
| 趙眜          | ziu6 mut6       | Zhào Mò       | Ciuq Huz       | Triệu Mạt      | 文王           | man4 wong4     | Wén Wáng       | Văn Vương      | 137–122 av. J.-C. | 趙胡        |
| 趙嬰齊        | ziu6 jing1 cai4 | Zhào Yīngqí   | Ciuq Yinghcaez | Triệu Anh Tề   | 明王           | ming4 wong4    | Míng Wáng      | Minh Vương     | 122–113 av. J.-C. |             |
| 趙興          | ziu6 hing1      | Zhào Xīng     | Ciuq Hingh     | Triệu Hưng     | 哀王           | oi1 wong4      | Āi Wáng        | Ai Vương       | 113–112 av. J.-C. |             |
| 趙建德        | ziu6 gin3 dak1  | Zhào Jiàndé   | Ciuq Gendwz    | Triệu Kiến Đức | 陽王           | joeng4 wong4   | Yáng Wáng      | Dương Vương    | 112–111 av. J.-C. |             |

## Découvertes archéologiques

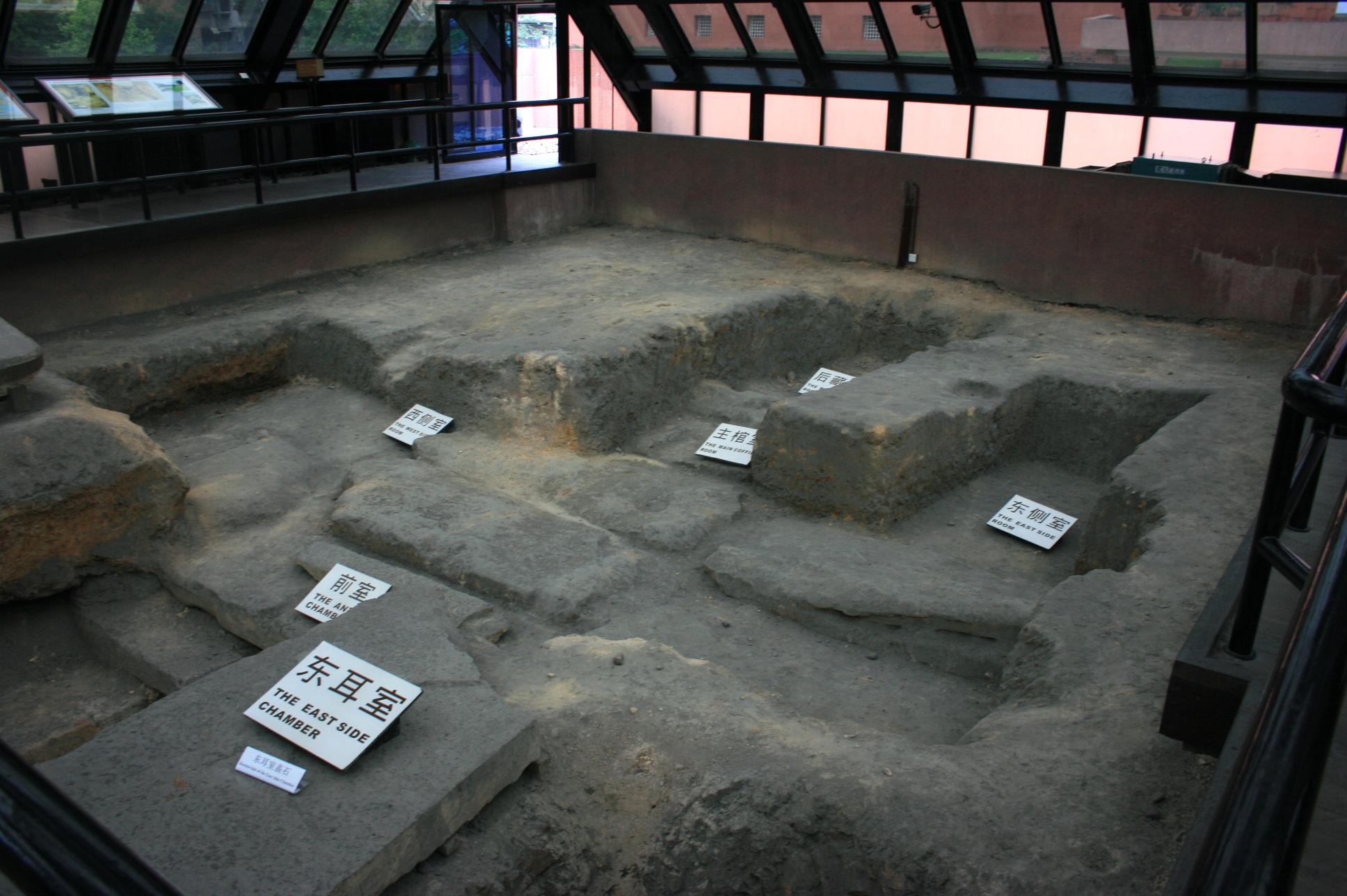
Vue de la tombe de Zhao Mo.

En 1983, le tombeau de Zhao Mo Wáng Mù (王墓) est découvert à Guangzhou, au Guangdong. Les fouilles qui suivent la découverte aboutissent en 1988, à l'ouverture du Musée du mausolée du roi Nanyue. Ce musée, construit directement sur le site de la tombe, regroupe plus de 1 000 objets retrouvés lors des fouilles, dont 500 bronzes chinois, 240 jades chinois et 246 objets en métal. Certains des objets retrouvés sont liés à la culture Dong Son du Vietnam du Nord. En 1996, le gouvernement chinois ajoute ce site à la liste du patrimoine national protégé.
En 1995, les ruines du palais des rois de Nanyue, qui se situent elles aussi dans la ville de Guangzhou, font l'objet d'une campagne de fouille. La zone à fouiller est conséquente, car ces ruines couvrent une superficie de 15,000 mètres carrés. Ces fouilles ont permis de retrouver des étangs en forme de croissant, des jardins chinois et autres éléments typiques de l'architecture Qin. 1996, le palais est ajouté à la liste des biens culturels nationaux protégés par le gouvernement chinois.
Un sceau de bronze sur lequel est inscrit "Tư Phố hầu ấn", soit "Sceau pour le capitaine du Xian de Pho Tu", est découvert à Thanh Hoa, dans le nord du Vietnam, au cours des années 1930. À la suite des fouilles effectuées dans la tombe de Zhao Mo en 1983, on découvre que ce sceau est similaire à ceux déposés dans le mausolée royal, ce qui en fait un sceau officiel du Royaume de Nanyue.

## Le Vietnam et le royaume de Nanyue
Au Vietnam, la dynastie des rois de Nanyue est connue sous le nom de dynastie Triệu, soit la prononciation vietnamienne du nom de famille desdits rois (chinois : 趙 ; pinyin : Zhào). Il existe deux hypothèses concernant l'origine du nom "Vietnam", nom qui a été donné au pays par Gia Long, le fondateur de la dynastie Nguyễn. La première veut que ce nom dérive de Việt Nam (Việt Sud), la prononciation vietnamienne du nom "Nanyue". La seconde veut que ce nom vienne de la combinaison de Quảng Nam Quốc, le nom du domaine du clan Nguyen, les ancêtres de Gia Long, et de Đại Việt, un État du sud du Vietnam conquis par Gia. Pour sa part, le professeur Peter Bellwood pense que les Vietnamiens sont des descendants des anciennes tribus Yue, qui vivaient dans le nord du Vietnam et l’Ouest du Guangdong à l'époque du royaume de Nanyue.
Le Professeur Liam Kelley a publié un livre sur la façon dont les historiens vietnamiens du XVIIe siècle dont Ngô Thì Sĩ et les Jésuites comme Martino Martini ont étudié les textes sur la dynastie Hồng Bàng, comme le Đại Việt sử ký toàn thư, et utilisé les mathématiques pour conclure que les informations sur cette dynastie sont absurdes étant donné que les durées des règnes des monarques sont plus qu'improbables. Cependant, à l'heure actuelle, les Vietnamiens pensent que cette dynastie a véritablement existé. À un moment, dans son argumentaire, Ngô Thì Sĩ procède à une analyse critique des textes historiques pour éclaircir les relations existant entre le Royaume de Nanyue pendant le règne de Zhao Tuo et les habitants de la région du delta du fleuve Rouge. Après cette analyse, en plus de réaffirmer que la dynastie Hông Bàng n'a jamais existé, Ngö conclut que le royaume contrôlant le delta du fleuve Rouge est un simple vassal de Nanyue et ne fait pas partie intégrante de ce royaume,.
Les nationalistes vietnamiens modernes cherchent à mettre en valeur l’influence des populations locales vietnamiennes dans l’histoire du pays et à minimiser le rôle des rois d’origine étrangère, comme le fait que la famille des souverains de la dynastie Trần est originaire de Chine. Les historiens vietnamiens cherchent à construire une histoire basée sur la succession continue de dirigeants d'origine vietnamienne, depuis les rois Hung, jusqu'à l'instauration de la république. Cette histoire est, pour une large partie, une reconstruction des faits dans un but nationaliste. Dans le cadre de cette reconstruction, les historiens et chercheurs vietnamiens ont longuement débattu pour savoir s'il fallait classer Zhao Tuo dans la catégorie "souverains Viêt" ou "envahisseur ennemis".
Au XIXe siècle, la dynastie Nguyễn, après sa victoire sur les Tây Sơn, souhaite rebaptiser le pays, alors appelé Đại Việt et correspondant au territoire de l'actuel Viêt Nam, du nom de Nam Việt. La Chine de la dynastie Qing, alors reconnue comme suzeraine du pays, s'oppose au choix de ce nom qui rappelle trop un royaume sécessionniste qui possédait, de surcroît, une partie de l'actuel territoire chinois. Un compromis est alors trouvé et la monarchie des Nguyễn adopte le nom de Viêt Nam, ce qui est accepté par l'empereur Jiaqing. L'intégralité de la correspondance diplomatique concernant le choix du nom du pays est reproduite dans le Đại Nam thực lục de Gia Long.

## La culture Nanyue
Durant la période d'existence du royaume a lieu une fusion progressive des cultures Han et Yue, comme en témoignent les objets découverts par les archéologues ayant fouillé la tombe du roi Zhao Mo à Guangzhou. Le contenu de ce tombeau est extrêmement riche et un certain nombre des bronzes qui y ont été trouvés montrent des influences culturelles provenant des régions Han, Chu, Yue et même de la région du Plateau d'Ordos.

### Galerie

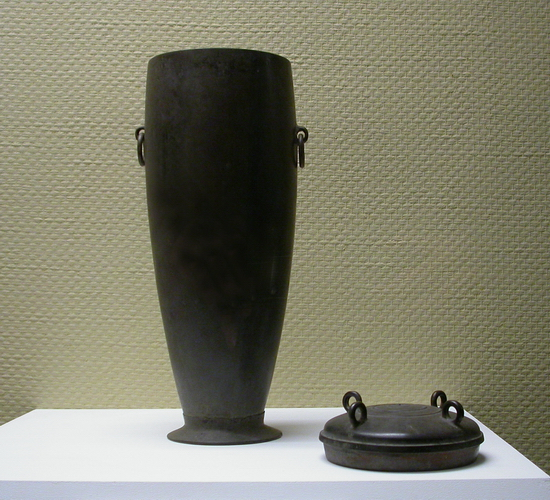
Jarre a vin en bronze
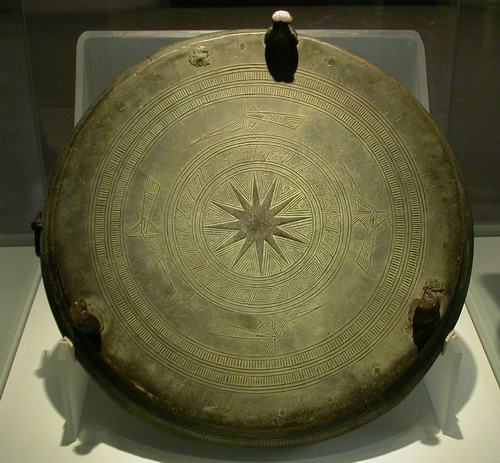
Disque en Bronze
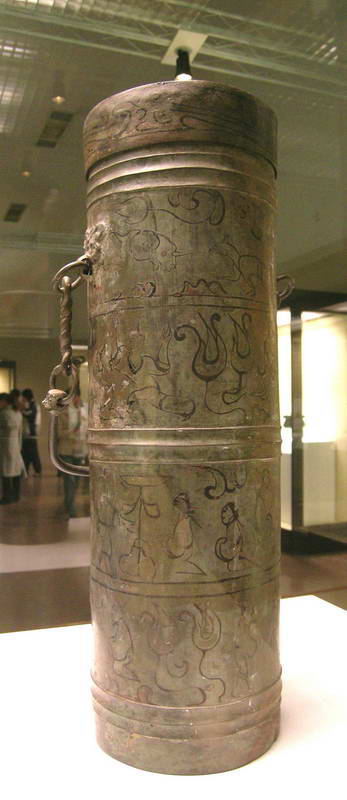
Cylindre en bronze décoré de dessins en laquage
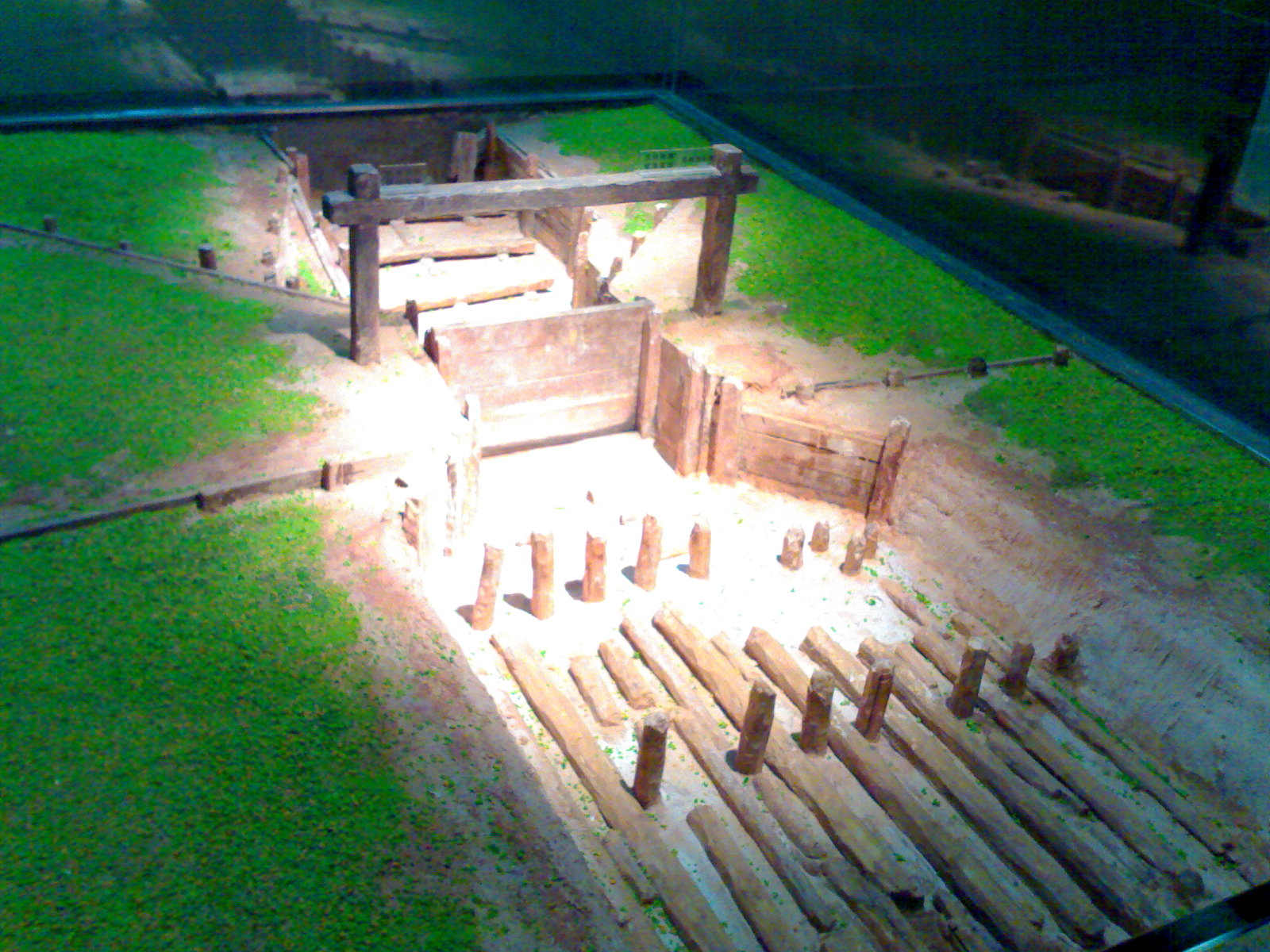
Maquette représentant un type d'écluse datant de la période du royaume de Nanyue
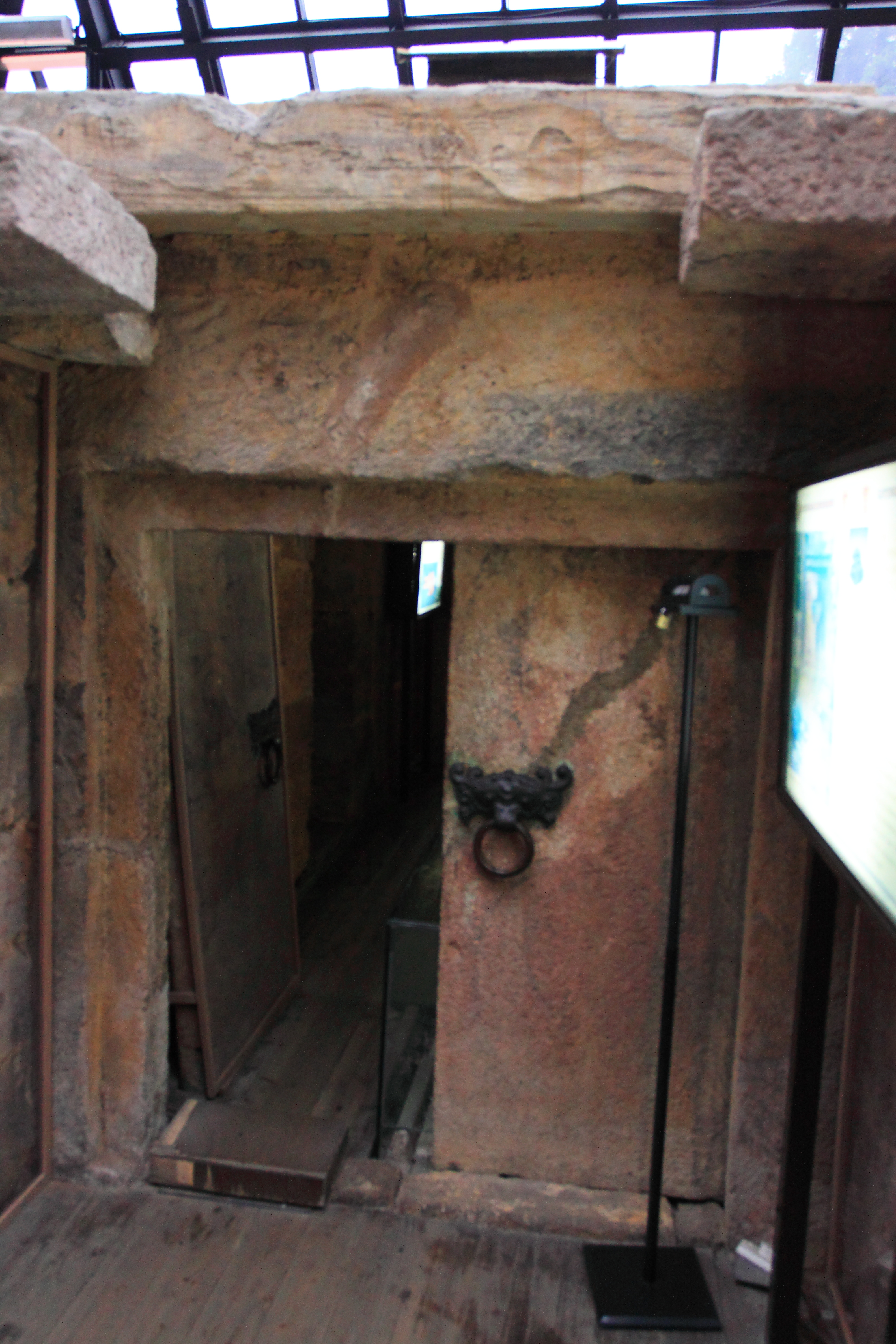
Mausolée du roi Zhao Mo
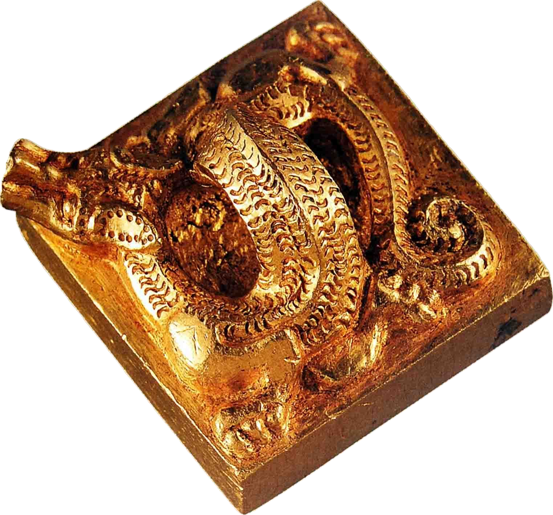
Sceau en or
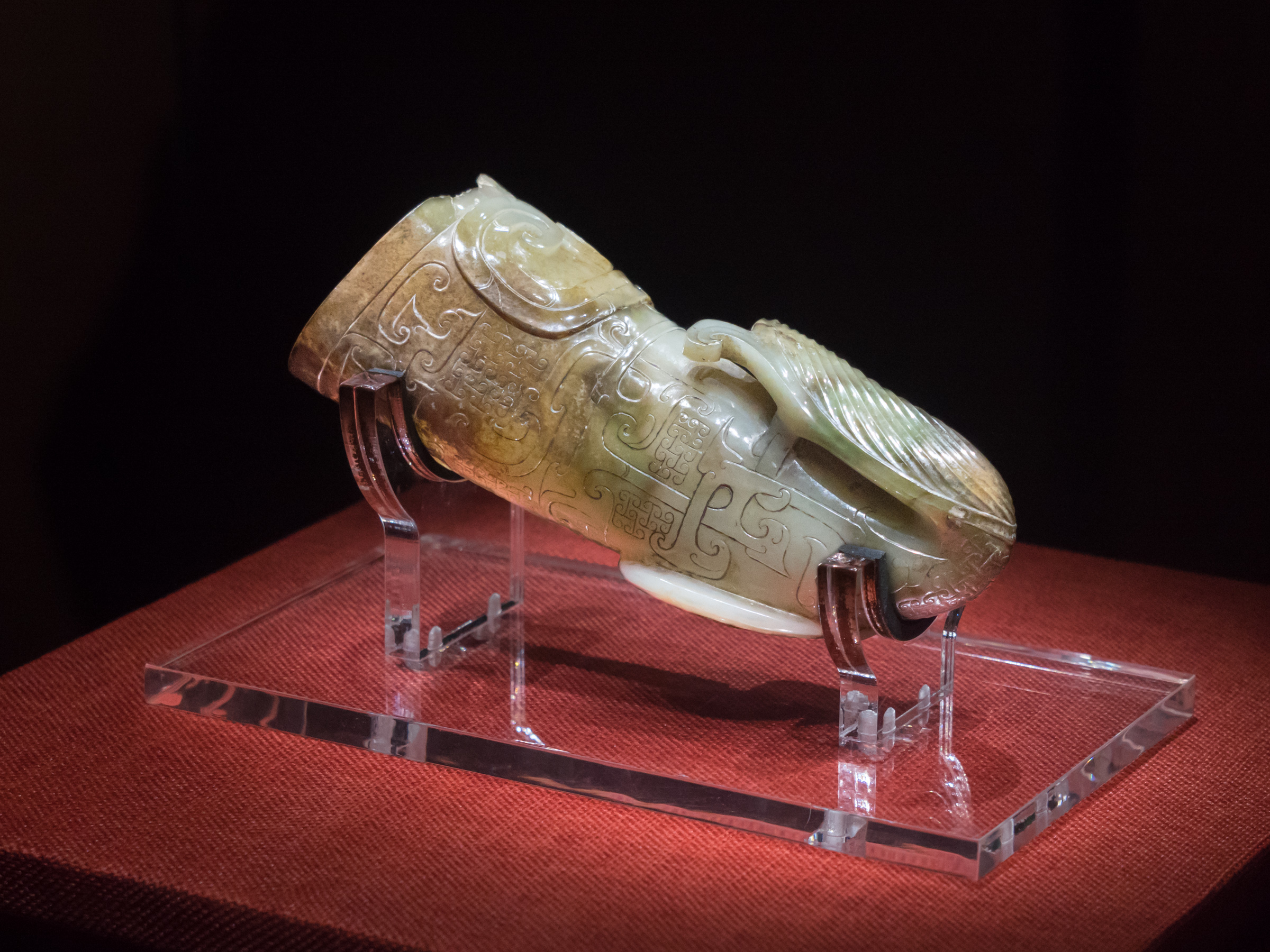
Jiaoxing yubei
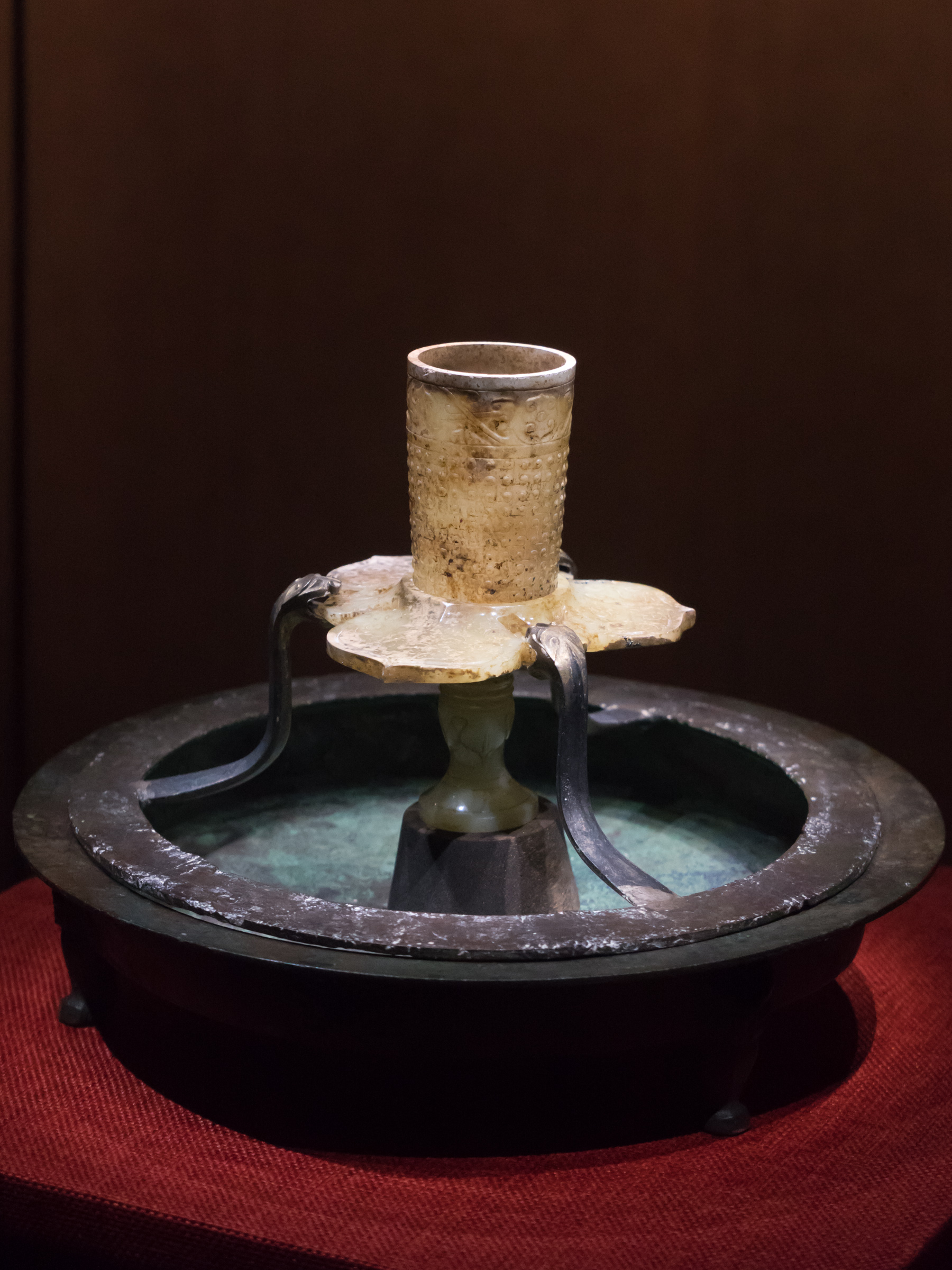
Chengpan gaozu bei
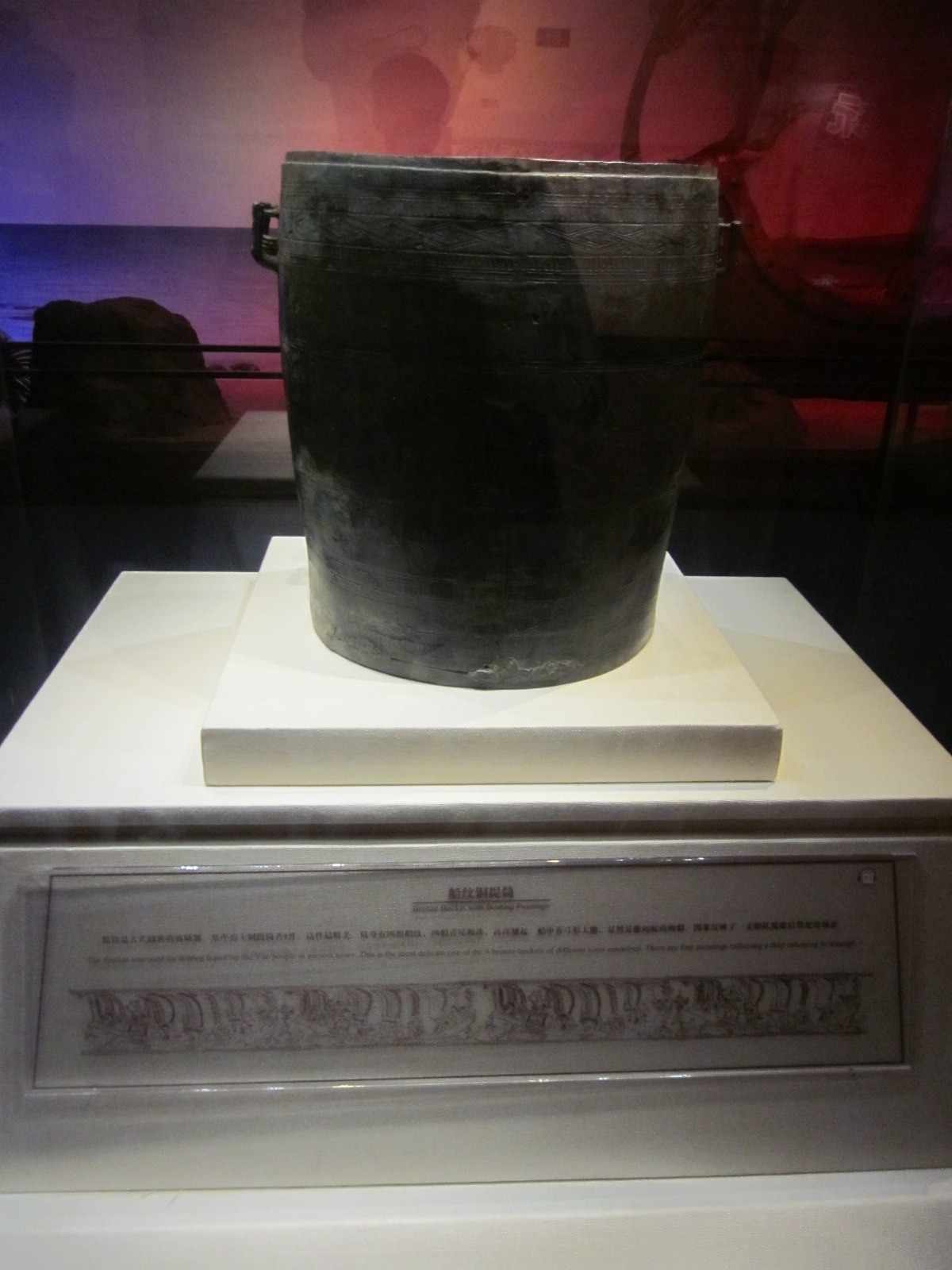
Jarre en bronze de la culture Đông Sơn
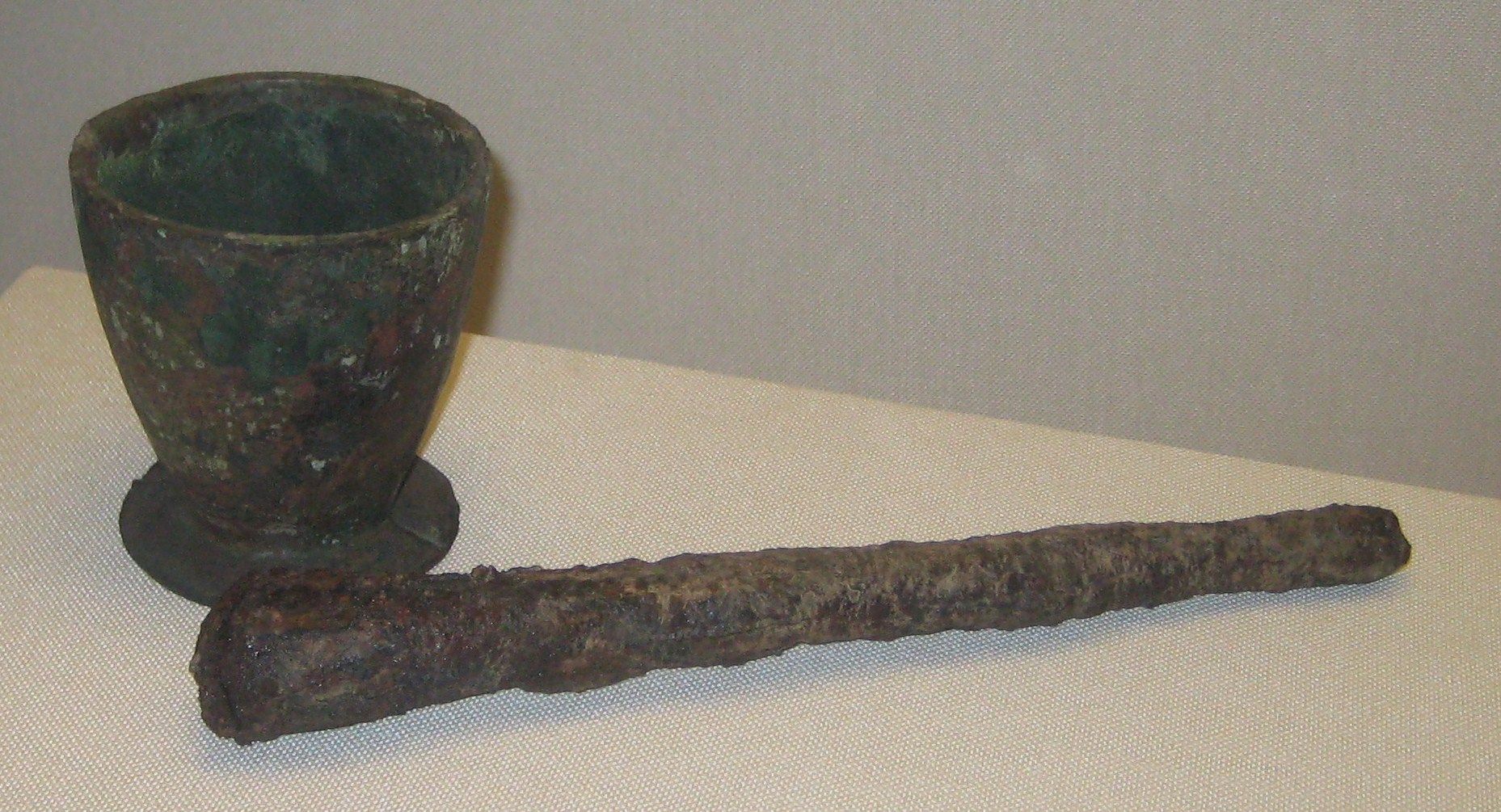
Mortier en Bronze avec son pilon
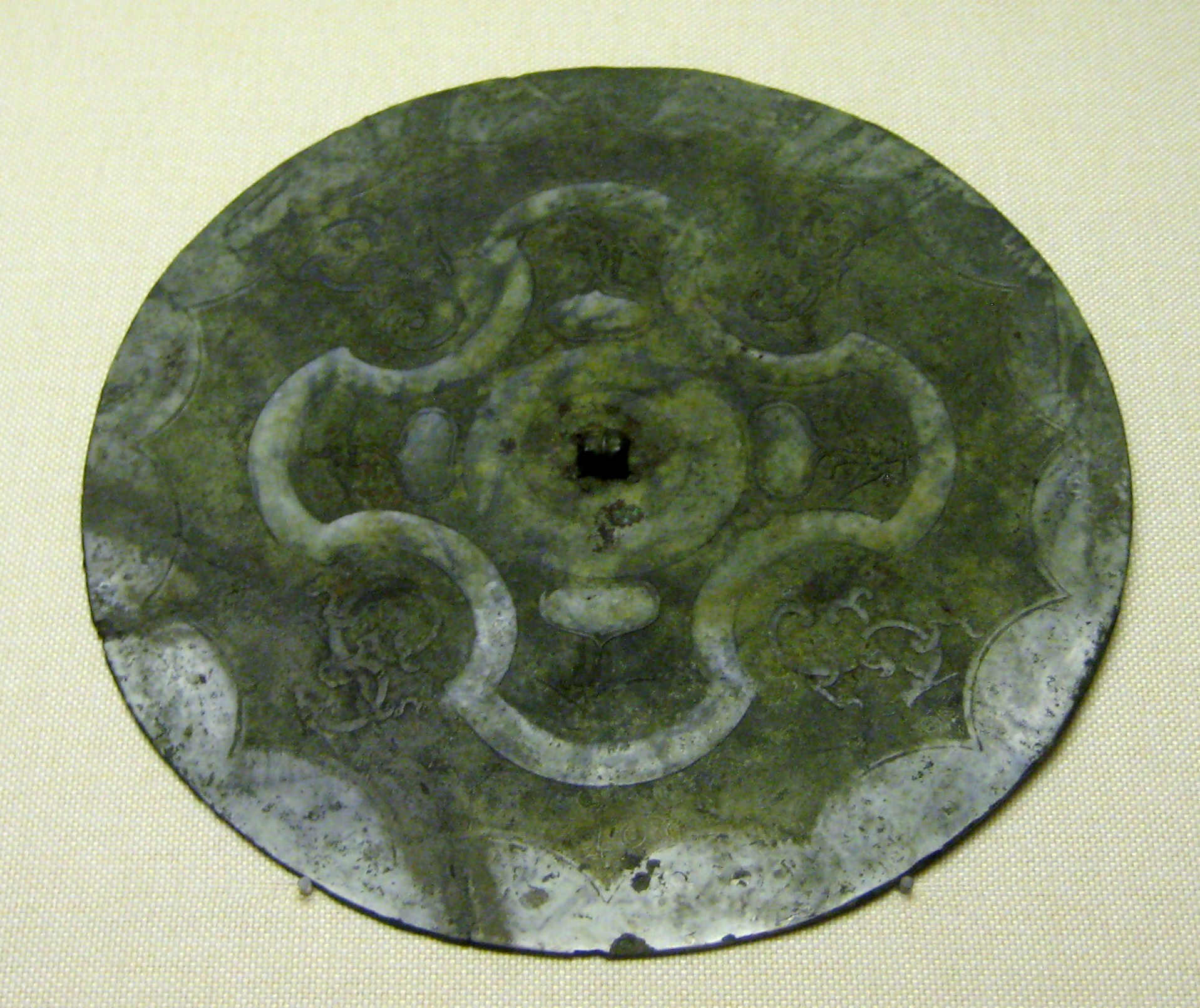
Dos d'un miroir en bronze avec des éléments décoratifs en argent.
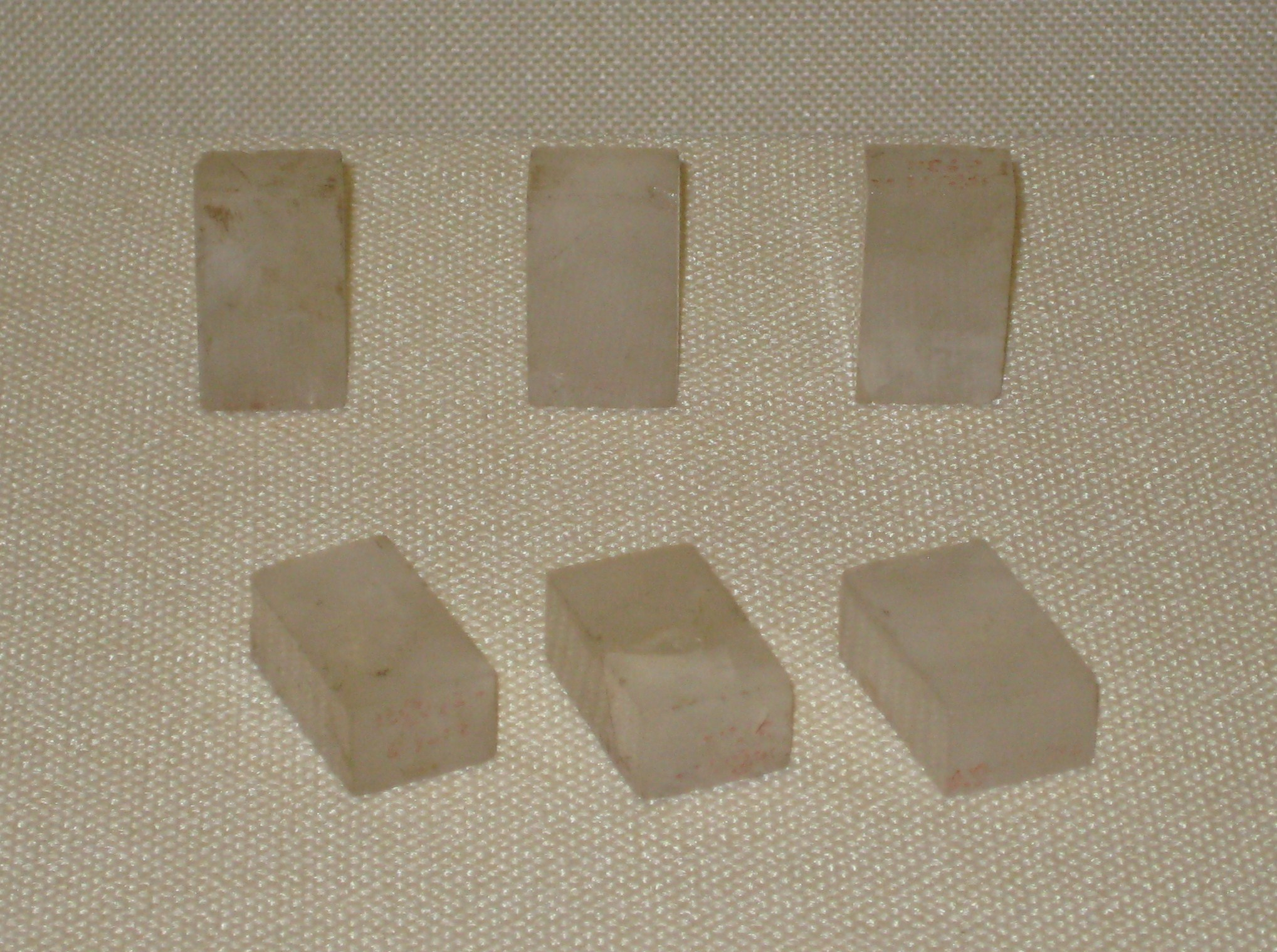
Un jeu de Liubo
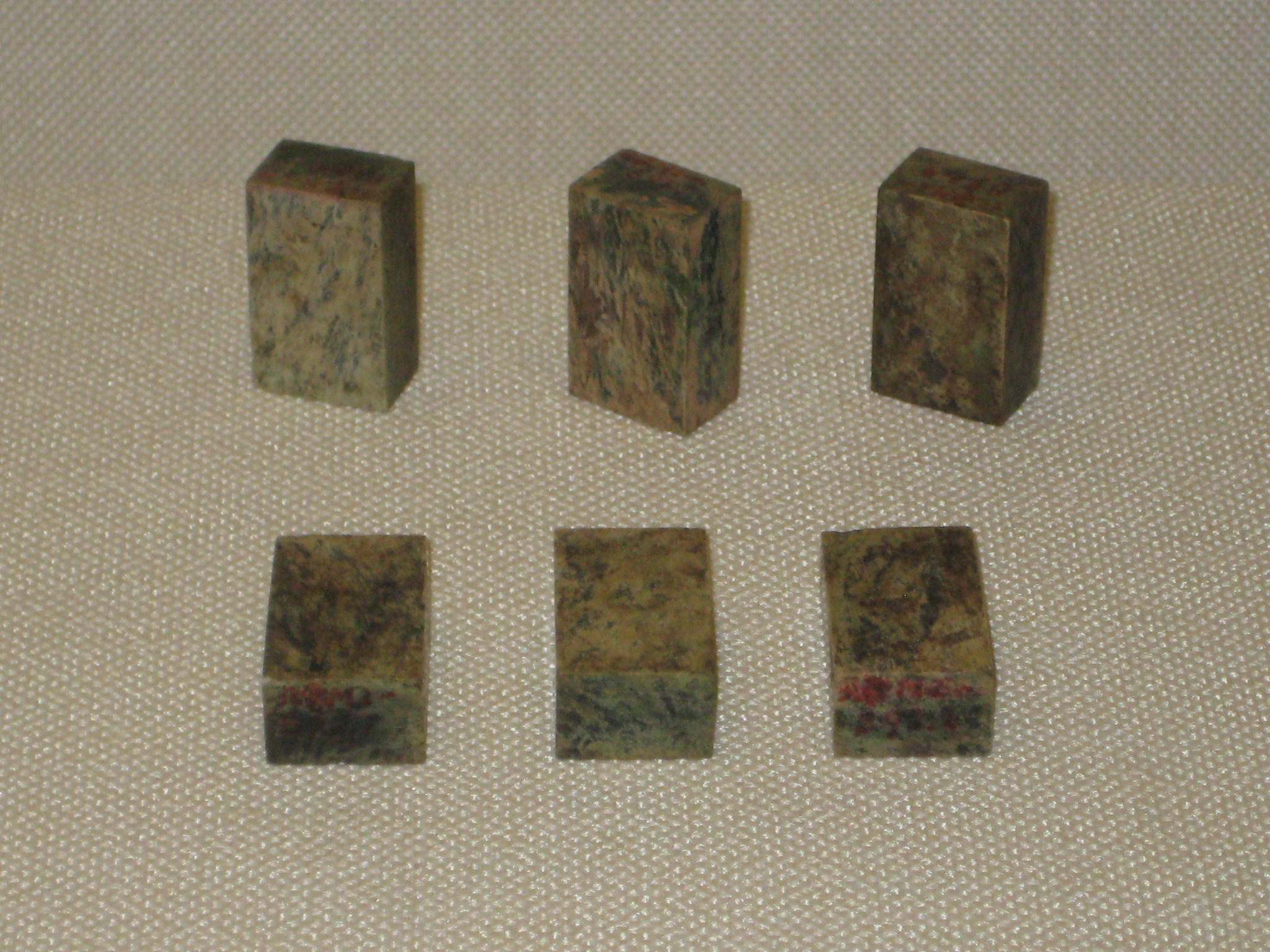
Un autre jeu de Liubo

## A voir également
- Dynastie Triệu
- Zhao Tuo
- District de Panyu
- Guerre Han–Nanyue
- Expansion vers le sud de la dynastie Han
- Âu Lạc
- Culture Đông Sơn
- Minyue
- Yelang

## Pour approfondir
- Taylor, Keith Weller. (1983). The Birth of Vietnam (illustrated, reprint ed.). University of California Press.  (ISBN 0520074173). Retrieved 7 August 2013.
- Shiji, s:史記/卷113.
- Hanshu, s:漢書/卷095.
- Zizhi Tongjian, vols. s:資治通鑑/卷012, s:資治通鑑/卷013, s:資治通鑑/卷017, s:資治通鑑/卷018, s:資治通鑑/卷020.

## liens externes
- Chinese Text Project - Shiji《史記·南越列傳》